# Gastronomía del Perú
La gastronomía peruana es el conjunto de platillos y técnicas culinarias del Perú que forman parte de las tradiciones y vida común de sus habitantes, resultado de su herencia ancestral, biodiversidad y fusión de la tradición culinaria y milenaria del antiguo Perú con la gastronomía europea, asiática entre otras, lo que la convierte en una de las gastronomías más sofisticadas del mundo. En 2011, la gastronomía peruana fue reconocida como «Patrimonio Cultural de las Américas para el Mundo» por parte de la Organización de los Estados Americanos y en 2023 la Unesco reconoció al ceviche como expresión de la cocina tradicional peruana y patrimonio cultural inmaterial de la humanidad.
La cocina peruana es una de las cocinas más importantes en el mundo y un ejemplo de cocina fusión, debido a su larga historia multicultural, la cual se basa en la mezcla de los conocimientos culinarios del antiguo Perú —con sus propias técnicas y potajes— con la cocina hispana en su variante muy fuertemente influenciada por 762 años de presencia árabe en la península ibérica, y con importante aporte de las costumbres culinarias llevadas de la costa atlántica del África subsahariana por los esclavos.
Posteriormente, este mestizaje se vio influenciado por los usos y costumbres culinarios de los chefs franceses que huyeron de la revolución en su país para radicarse, en buen número, en la capital del Virreinato del Perú. Igualmente, trascendental fue la influencia de las migraciones del siglo XIX, que incluyó chinos-cantoneses, japoneses e italianos, entre otras poblaciones principalmente europeas.
La cocina peruana es una de las más variadas del mundo; el libro 357 listas para entender cómo somos los peruanos llega a contar hasta 491 platos típicos, siendo una de las gastronomías con más platos típicos del mundo. A lo largo de la costa peruana existen registrados más de dos mil quinientos diferentes tipos de sopas, así mismo existen más de 250 postres tradicionales. La gran variedad de la gastronomía peruana se sustenta en tres fuentes: la particularidad de la geografía del Perú y su biodiversidad, la mezcla de culturas y la herencia de culturas milenarias a la cocina moderna.
El Perú es el país con mayor variedad de papas a nivel mundial, con más de cinco mil tipos de papas, la cual, tiene sus orígenes en el centro y sur de Perú,y del noroeste de Bolivia, es un tubérculo que cumple un rol muy importante en la gastronomía global, y en la cocina mundial. Algunos platos importantes del Perú que llevan papa son: la papa a la huancaína, papa rellena, causa a la limeña, etc.
Lima, la capital del Perú, es denominada como la capital gastronómica de América. Una de las razones por las que se le denomina así, es porque posee el festival de comida más importante de América Latina, la Feria Gastronómica Internacional de Lima, conocida como Mistura. Asimismo, en la lista The World's 50 Best Restaurants, los restaurantes peruanos dominan el ranking de los mejores de Latinoamérica, habiendo obtenido cinco veces el primer lugar (2014, 2015, 2016, 2021 y 2022) a través del restaurante Central, el cual además se posicionó como el mejor del mundo en 2023. Adicionalmente, posee chefs altamente reconocidos a nivel mundial, entre los que destacan Virgilio Martínez y Pía León quienes han sido galardonados como los mejores del mundo en 2017 y 2021, 2023 y 2024 respectivamente, así como Gastón Acurio, quien ha sido uno de los que más ha contribuido a la revalorización e internacionalización de la cocina peruana, y Pedro Villalba «don Pedrito», quién llevó a la gastronomía nacional a la televisión peruana y ganó reconocimientos por su amplia trayectoria. De acuerdo a Elias et al (2022) el surgimiento y la aparición de la gastronomía peruana  en  el  mercado  mundial  se  produjo mediante una reconversión que combinó lo ancestral con lo foráneo. Esta estuvo basada en la innovación orientada a la puesta en valor de su cocina aplicando  técnicas  de  la  alta  cocina  internacional apoyada en la identidad, la diversidad cultural y la biodiversidad del país.

## Historia
La presencia de los diversos pisos altitudinales de la cordillera de los Andes en el Perú y su cercanía al ecuador geográfico permite la existencia de una serie de microclimas y de especies, desde zonas de habituales nevadas hasta selvas tropicales; con 84 de las 104 zonas climáticas del globo, es uno de los 12 países del mundo poseedores de mayor megadiversidad. Tiene condiciones adecuadas para el cultivo de frutas y verduras durante todo el año. Asimismo, la corriente de Humboldt de aguas oceánicas frías que corren por el océano Pacífico frente a la costa peruana permite la existencia de una gran variedad de peces y mariscos (Perú es uno de los principales países pesqueros del mundo).

### Época precolombina

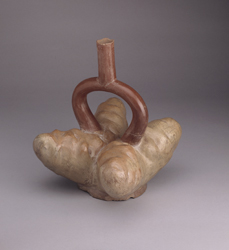
Huaco de la cultura mochica que representa tubérculos de papa. Museo Larco, Lima, Perú.

Los andes centrales peruanos fueron el más grande centro de domesticación de plantas del mundo antiguo, con especies nativas como el maíz, tubérculos con más de siete mil variedades de papa, según el Instituto Nacional de Innovación Agraria (INIA), y muchas otras de camote, yuca o mandioca, oca, maca; gramíneas quinua, kiwicha o amaranto, cañihua; frutas como chirimoya, lúcuma, pacae, tomate, calabaza, palta, tumbo, sauco; leguminosas tales como frijoles, pallares, maní y una gran variedad de hierbas aromáticas.
Antes de la llegada de los europeos, la geografía peruana albergaba una gran variedad de culturas, conquistadas todas por el Imperio incaico, cada una de las cuales tenía características gastronómicas particulares, aunque había algunas generalidades, de acuerdo con los cronistas de la Conquista. Por ejemplo, los principales condimentos eran hierbas aromáticas, cocha yuyo (un tipo de alga fluvial), sal y, sobre todo, el ají, llamado uchu en quechua, y considerado hoy un elemento fundamental de la cocina peruana.
El Inca Garcilaso de la Vega en sus Comentarios Reales escribió al respecto: 

Los de mi tierra son tan amigos del uchu, que no comerán sin él aunque no sea sino unas hierbas crudas. Por el gusto que con él reciben en lo que comen, prohibían el comerlo en su ayuno riguroso, porque lo fuese más riguroso.

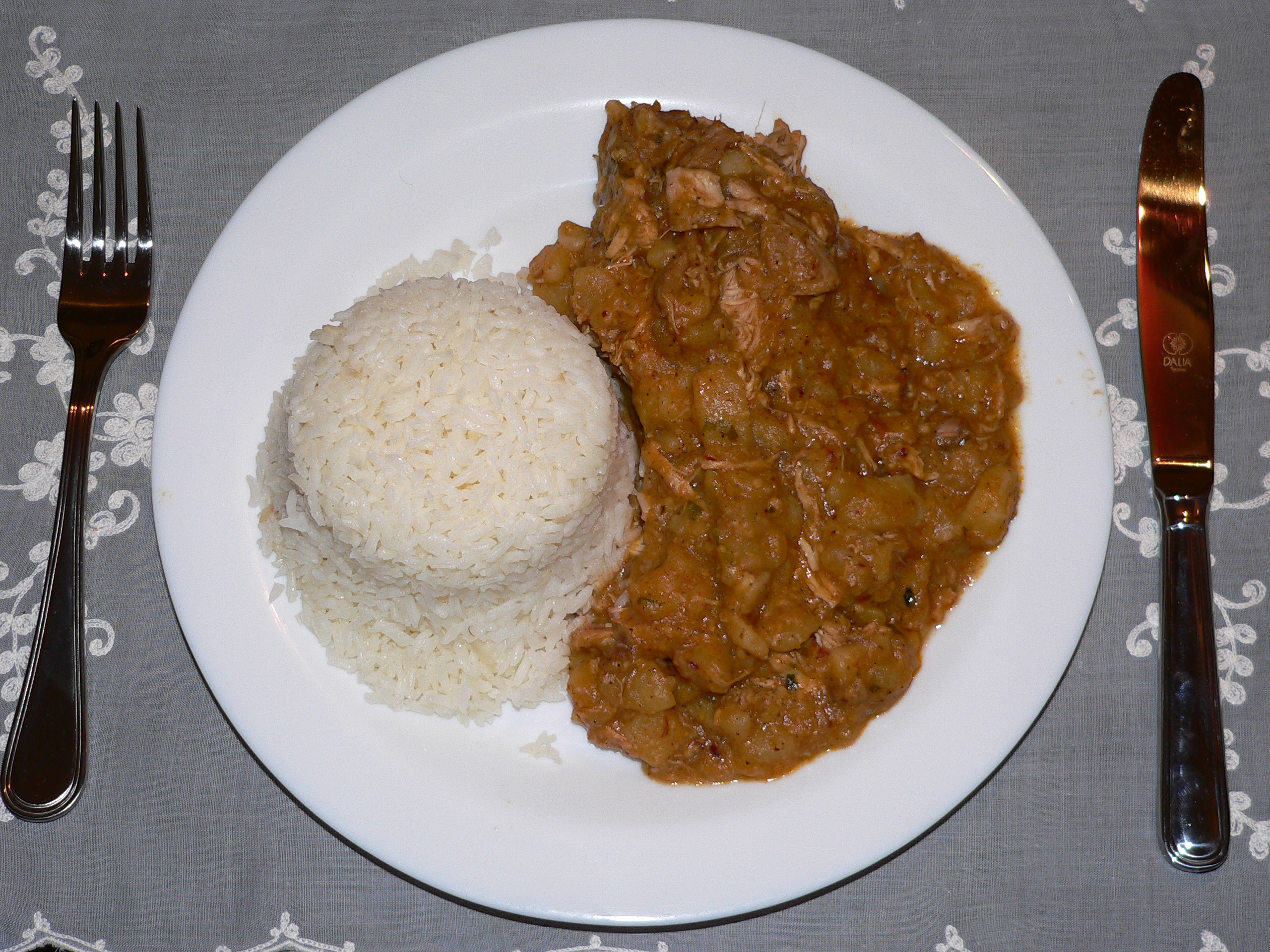
Plato de carapulcra con arroz blanco de guarnición.

Era común la preparación de alimentos en forma deshidratada, para evitar su descomposición, destacando el charqui, carne salada, y el caui, que es la oca secada al sol. Los antiguos peruanos además consumían inmensas cantidades de pescados y mariscos (el registro arqueológico de ello es abrumador) y complementaban su dieta con carne de pato, cuy y camélidos sudamericanos domésticos (alpaca y llama principalmente).
En las sociedades de la costa norte, además, se consumía la carne de ciertos lagartos y de venado. En las de la selva oriental se nutrían de la multitud de especies que proporcionaba la flora y fauna amazónica. Desde épocas milenarias, los antiguos peruanos preparaban chupes o sopas, guisaban (la carapulcra, por ejemplo, es considerado el tipo de guiso peruano más antiguo), elaboraban potajes con especies marinas crudas marinadas con ají, tumbo y hierbas, de donde se origina el cebiche que en la época precolombina tenía otro nombre, en quechua.[cita requerida]

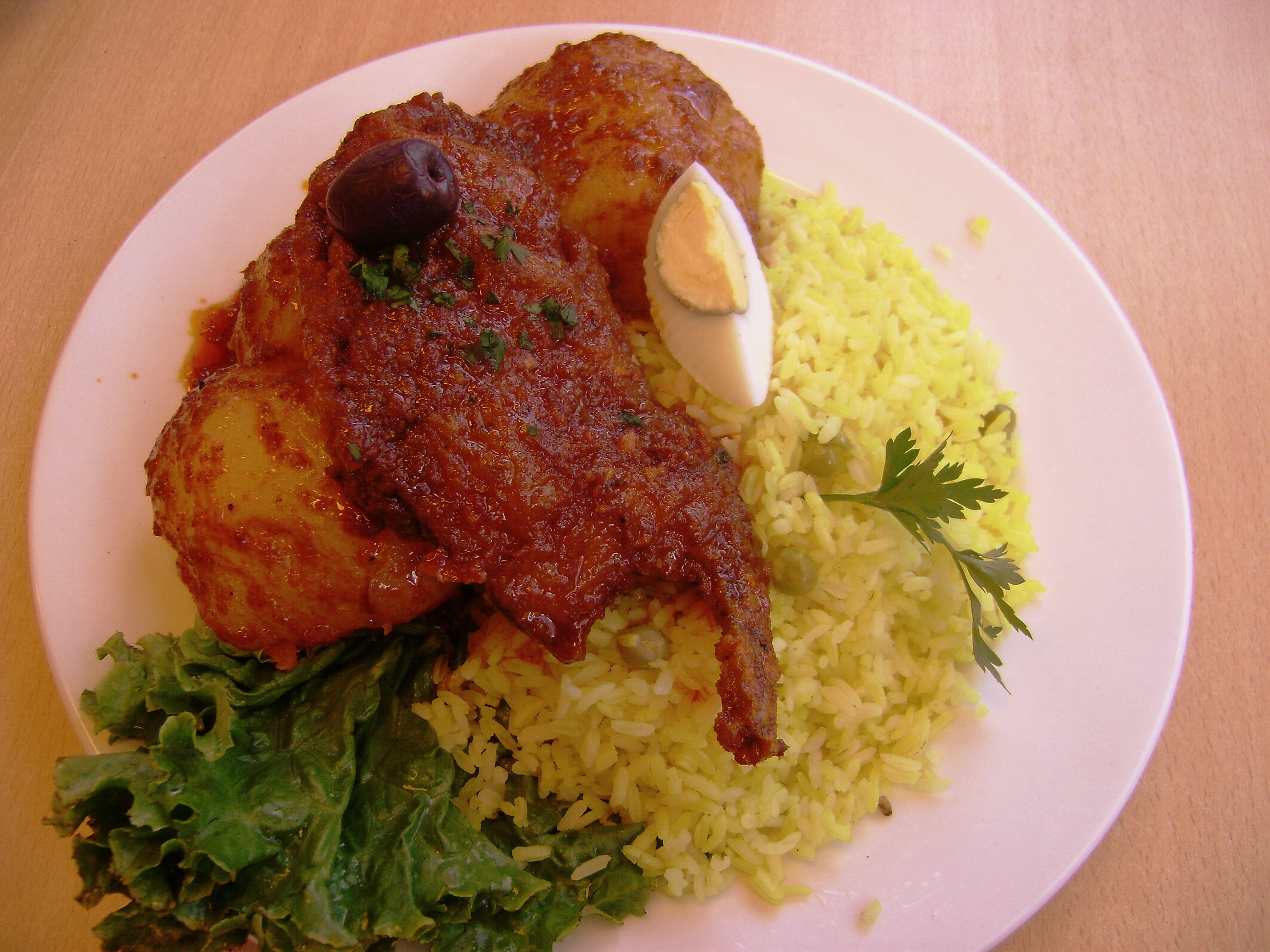
Cuy colorado

Tenían diferentes formas de procesar alimentos, salaban pescado, tostaban el maíz (obteniendo la cancha, que es hasta hoy el «piqueo» peruano más simple y popular) o pelaban sus granos y los secaban (obteniendo mote). Asimismo, preparaban charqui -o carne de camélido disecada, salada y deshilachada- y diferentes tipos de chuño -tubérculos resecados y congelados a la intemperie-. Cocinaban en ollas de barro  Huatia, thimpu, Caracchi, chairo, y, en ocasiones, organizaban grandes banquetes de carne y vegetales a partir de hornos de tierra natural (pachamancas y huatias).
Asimismo, se bebían diferentes formas de cerveza de maíz (chicha) y de yuca (masato). La historia precolombina identifica al Perú como un país gastronómico. Así en la leyenda sobre «Llampayeq» (Lambayeque) recopilada por Miguel Cabello Valboa en 1532, menciona al cocinero del rey Naylamp llamado OcchoColo en el Reino Sicán del siglo IX. Luego en la leyenda de los hermanos Ayar menciona que salieron del cerro Tamputoco (Tampu, Tambu, lugar donde se guardan alimentos) y sus nombres fueron Ayar Cachi (quinua con sal), Ayar Uchu (quinua con ají), Ayar Auca (quinua con frejol), Ayar Manco (el que cuida la quinua).

### Época virreinal

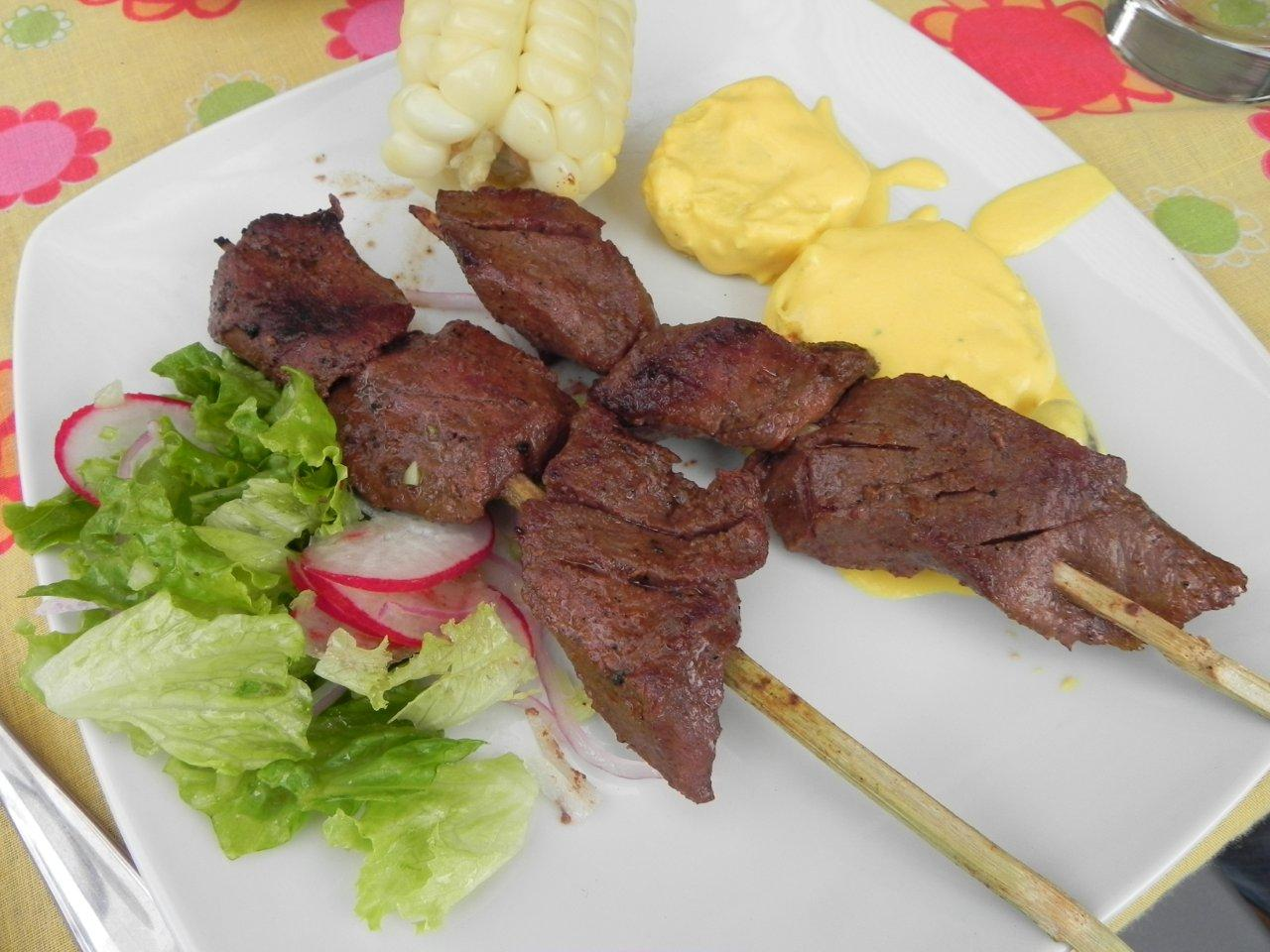
Anticuchos.

Desde el inicio de la presencia española, se incorporaron nuevos usos y costumbres culinarios con el comienzo del virreinato. La fritura, el uso de los lácteos (incorporado a algunos chupes o sopas), además de la carne de res, cerdo, huevo de gallina y nuevas aves de corral; además llegaron algunos cultivos que resultarían esenciales para la nueva cocina como la cebolla y el ajo que combinados con el ají serían los principales ingredientes de muchos platos peruanos.
La lima traída por los españoles y adaptado con el tiempo a la tierra peruana, se fue transformando en la variedad peruana actual denominada limón (sutil), de color verde, pequeño y ácido y que deviene en uno de los componentes básicos del cebiche. La vid (de la que se origina el pisco) y los vinos llegan también al comienzo de este período. En los primeros encuentros entre españoles y nativos, durante la conquista del imperio incaico, intercambiaron los trozos de cerdo ibérico frito con papas, camotes y maíz autóctono.

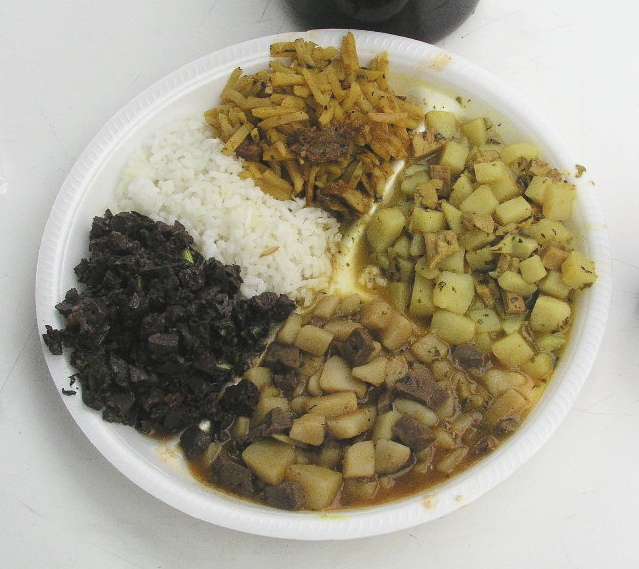
En sentido horario: Arroz blanco, olluquito con charqui, cau cau, chanfainita y sangrecita.

Francisco Pizarro, quien criaba cerdos en su infancia, era el principal aficionado a este plato llamado chicharrón durante los inicios de la presencia española en este territorio. La dedicación de muchos conventos de monjas a la cocina en un entorno donde abundaban las plantaciones de azúcar (especie traída también por los españoles) e inmensas variedades de frutas nativas originó asimismo una larga tradición repostera, destacándose el alfajor, el maná preparado en distintas variedades, formas y colores según la ocasión, así como otras decenas de postres de la época.
Los esclavos africanos aportaron lo suyo en una serie de guisos, además del uso de las vísceras desechadas por las élites, que condimentaban abundantemente para disminuir los fuertes sabores de la carne y cocinados a las brasas. De aquí salieron muchos de los más representativos platos de la actual comida criolla, como, por ejemplo: los anticuchos, la sangrecita, el camote con relleno, el cau cau, la pancita, el rachi, las mollejitas, la chanfainita, la patita con maní, el choncholí y el tacu-tacu.
El antropólogo peruano Humberto Rodríguez Pastor destaca el tipo de tamal tradicional peruano como un legado afroperuano en su obra La vida en el entorno del tamal peruano. La citada vianda es introducida en este territorio desde los primeros años de la presencia española que vino con sus esclavos africanos. La gran cantidad de ellos procedentes de la costa atlántica africana marcó demográficamente la Ciudad de los Reyes ya que en el siglo XVII, más del 60 % de la población de la capital era de origen africano.

### Época republicana

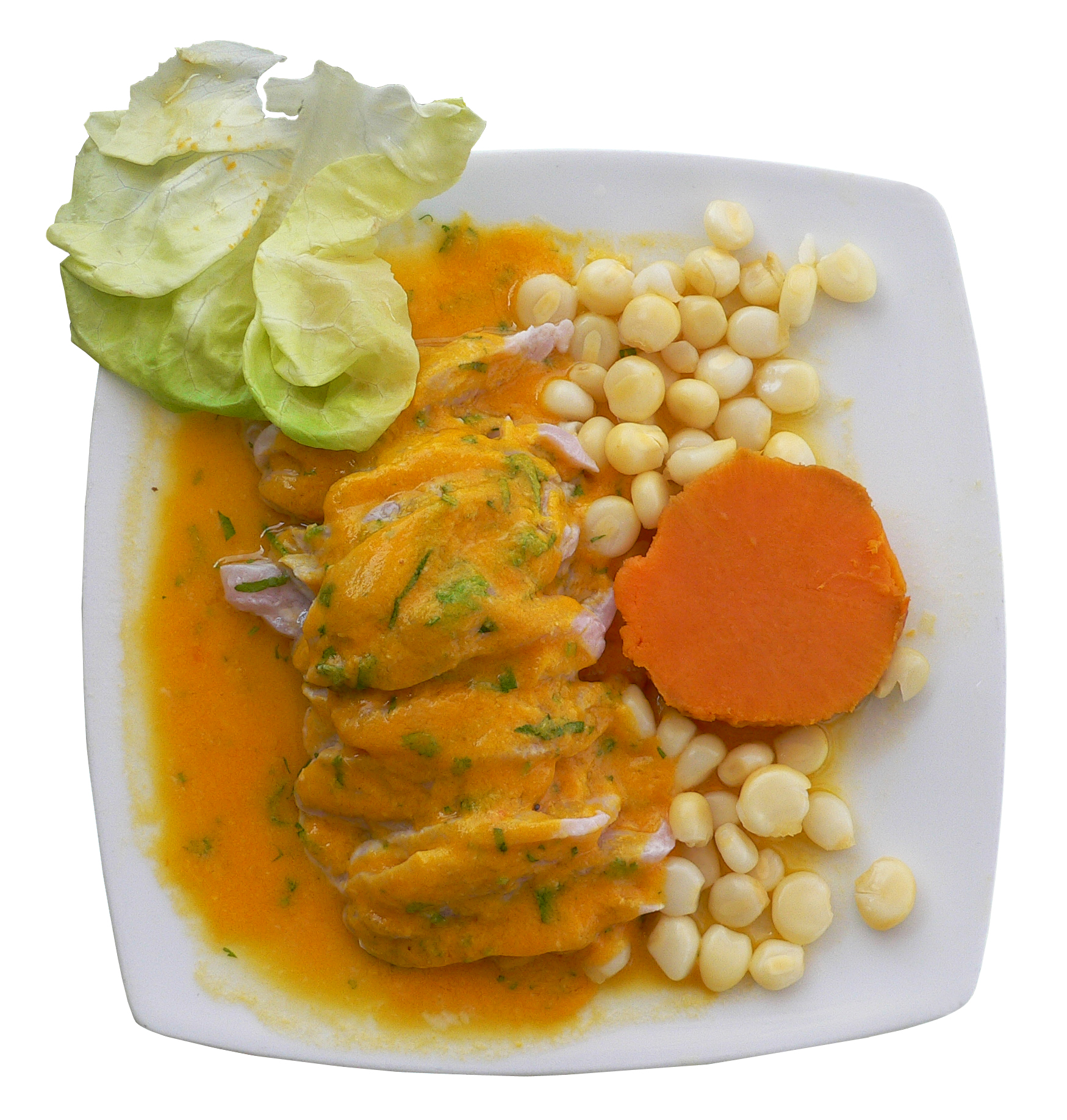
Tiradito preparado en Lima

Luego de la independencia se dieron una serie de migraciones de diversas procedencias que integraron sus propias tradiciones a la ya dinámica culinaria local. La migración de los chinos-cantoneses de mediados del siglo XIX popularizó el salteado a fuego fuerte y los sabores agridulces en las carnes además del uso de nuevas hierbas y del sillao. Pero su aporte más notorio fue el arroz. Si bien ya se consumía desde el siglo XVI, es luego de la migración china que el arroz se popularizó y se convirtió en la guarnición peruana por excelencia, en detrimento del pan.
La forma de arroz favorita en el Perú es el arroz graneado no demasiado cocido, se hace con arroz de grano largo, sin embargo, se distanciaba de la preparación china en el uso del ajo y la sal. Otra inmigración en la segunda mitad del siglo XIX no menos influyente es la italiana, que popularizó el uso de las pastas, el pastel de acelga, los dulces y postres como el panetón, que es obligado en las navidades a lo largo del país. La migración japonesa de fines del siglo XIX, finalmente, impactó notablemente sobre la cocina marina peruana, originando la denominada cocina nikkei. Cortes y técnicas japonesas muy prolijas en la presentación de los platos, se unen a salsas y preparaciones peruanas y nace una nueva vertiente culinaria en el Perú. Así por ejemplo del cruce del sashimi japonés y del cebiche peruano nació el tiradito.

### Cocina peruana moderna
En la última década del siglo XX, e inicios del siglo XXI, la cocina peruana empezó a popularizarse fuera de sus fronteras. En el IV Congreso Internacional de Gastronomía Madrid Fusión 2006, realizado del 17 al 19 de enero de 2006, Lima fue declarada capital gastronómica de América, en tanto que el 12 de diciembre de 2012, el Perú fue distinguido en los World Travel Awards, llevados a cabo en Nueva Delhi (India), como Principal Destino Culinario a nivel mundial, superando a Australia, China, España, Estados Unidos, Francia, India, Italia, Japón, Malasia, México y Tailandia, países de reconocida trayectoria gastronómica.[cita requerida]
La gastronomía del país está registrada como una marca mundial, y por ende como producto bandera del Perú. Debido a esta rica variedad, su sabor y los alimentos empleados, la gastronomía peruana es constantemente premiada internacionalmente y sus chefs suelen obtener medallas internacionales que los distinguen. Un elemento destacable es su constante apertura a las innovaciones y el continuo desarrollo de nuevos platos, incorporando a la gastronomía la búsqueda continua de la experimentación y la vanguardia.[cita requerida]

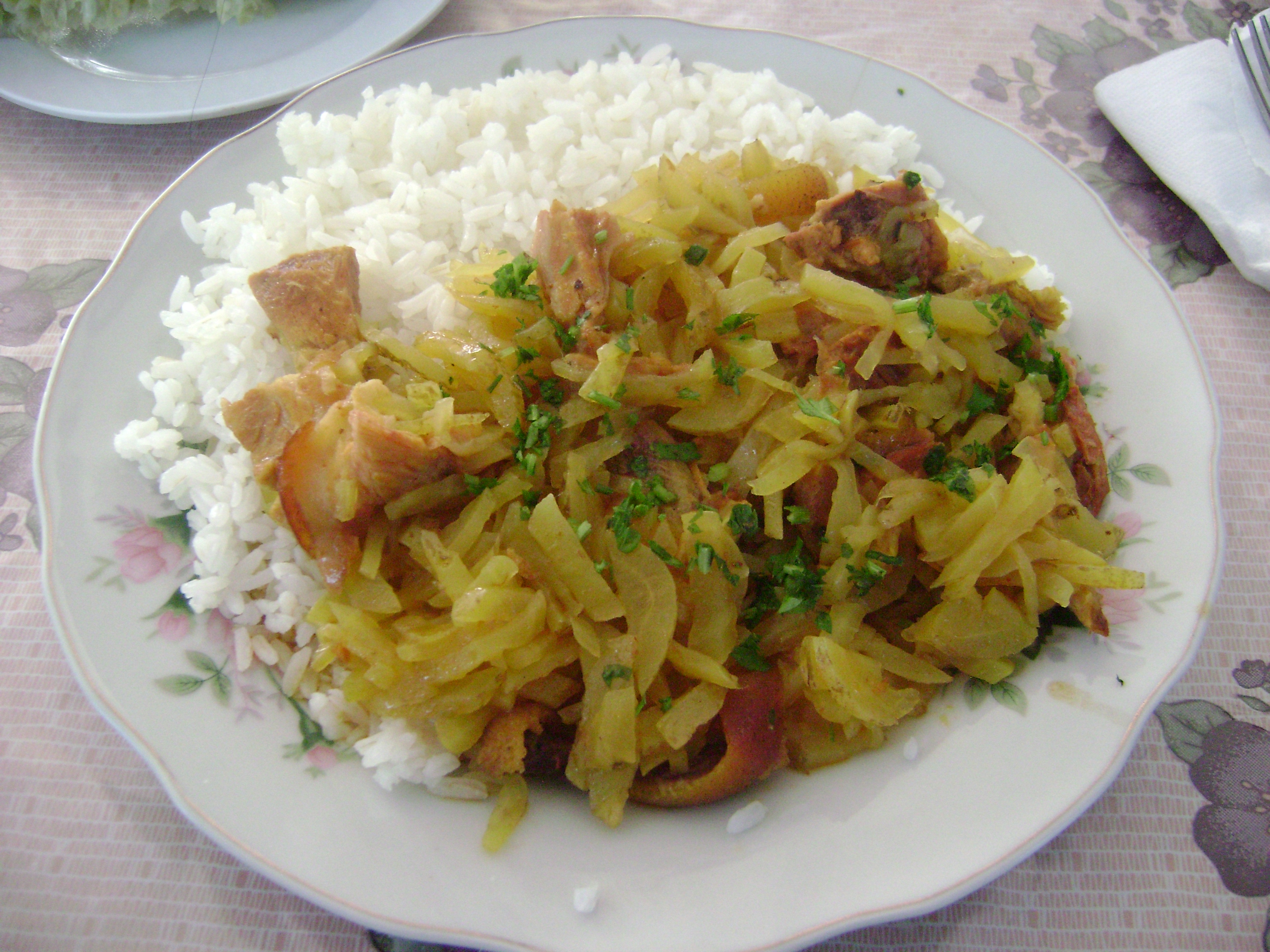
Olluquitos con carne de cerdo y arroz blanco

Así como cada región conserva su riqueza culinaria, en la alta gastronomía destaca la mezcla de colores y de productos alimenticios, una muestra de ello es la llamada cocina novoandina, un nuevo estilo culinario surgido en el Perú por el interés de los gastrónomos locales de retomar costumbres alimenticias del pasado prehispánico para recrearlas, rescatando y revalorizando así muchos de los ingredientes autóctonos.
En esta recreación de la cocina andina, entran elementos procedentes de otros horizontes culturales como el europeo. Algunos de los productos nativos utilizados son tarwi, chuño, quinua, kiwicha, moraya, cochayuyo, maca, coca, uchu, olluco, oca, en platillos como el quinotto o el coca sour. Lima, capital cosmopolita y mestiza y Arequipa se han convertido en las sedes principales de esta corriente culinaria, aunque en los principales puntos andinos como Huaraz, Juliaca, Cusco o Huancayo, este estilo ha cobrado también un gran auge.

## Principales características
La cocina peruana ha sido el punto de encuentro de diversas culturas, gracias a la inclinación por el mestizaje que ha caracterizado la historia del Perú. La cocina clásica peruana suele ser atractiva por su colorido y a veces por su matiz picante por las distintas variedades de ají, siendo este un ingrediente gravitante. Sin embargo, algunos ajíes no son picantes y solo sirven para darle color a la presentación de los platos típicos o para darles mayor gusto. El arroz es un alimento que acompaña muchos platos de la gastronomía del país, popularizado principalmente a partir del siglo XIX, aunque de hecho se convirtió un ingrediente clave que va más allá de una simple guarnición, ya que son muchos los platos hechos a base de arroz.

## Ingredientes principales

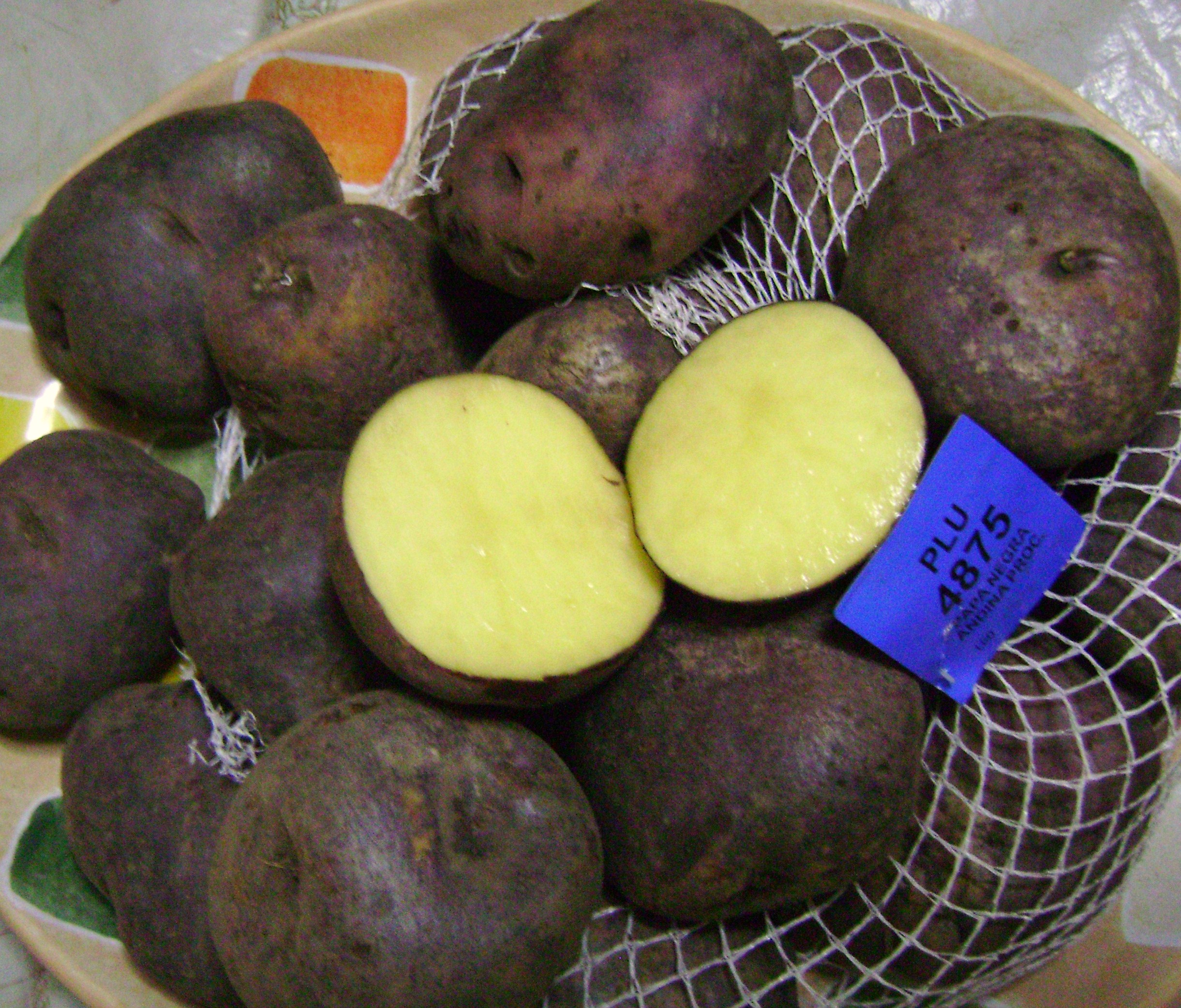
Papa negra del Perú.

La variedad de ingredientes que existe en el territorio (tanto nativas como las que llegaron de otras latitudes) permitió la evolución de una culinaria diversa, donde coexisten, sin oponerse, fuertes tradiciones regionales y una permanente reinvención de platos. Perú es considerado como uno de los centros genéticos más grande del mundo y muchos ingredientes de origen ancestral son utilizados en su cocina:
- Papa: Perú tiene la mayor variedad de papas del mundo, más de 3,500. Más de 700,000 familias se ganan la vida con este cultivo.[42]

El Centro Internacional de la Papa tiene su sede en Lima, desde el cual se viene registrando nuevas variedades de este tubérculo.
- Camote: Existen 150 variedades.[44]

- Ají: Originario del Perú y de México , difundido a todo el mundo principalmente por los navegantes españoles y portugueses, debido a su valor vitamínico que los protegía del escorbuto.[45] Las variedades más utilizadas en todo el mundo, sin embargo, se derivan de México y América Central. Los ajíes peruanos son virtualmente desconocidos fuera de la región andina de América del Sur. El ají amarillo, el ají limo, ají mochero, el ají panca y el rocoto se cultivan casi únicamente en el Perú.

- Tomate: Las investigaciones más recientes parecen indicar que el origen del tomate estuvo en el actual territorio peruano y en todo caso, sería una planta de domesticación paralela en el Perú y en México (de donde tomó el nombre).[46]

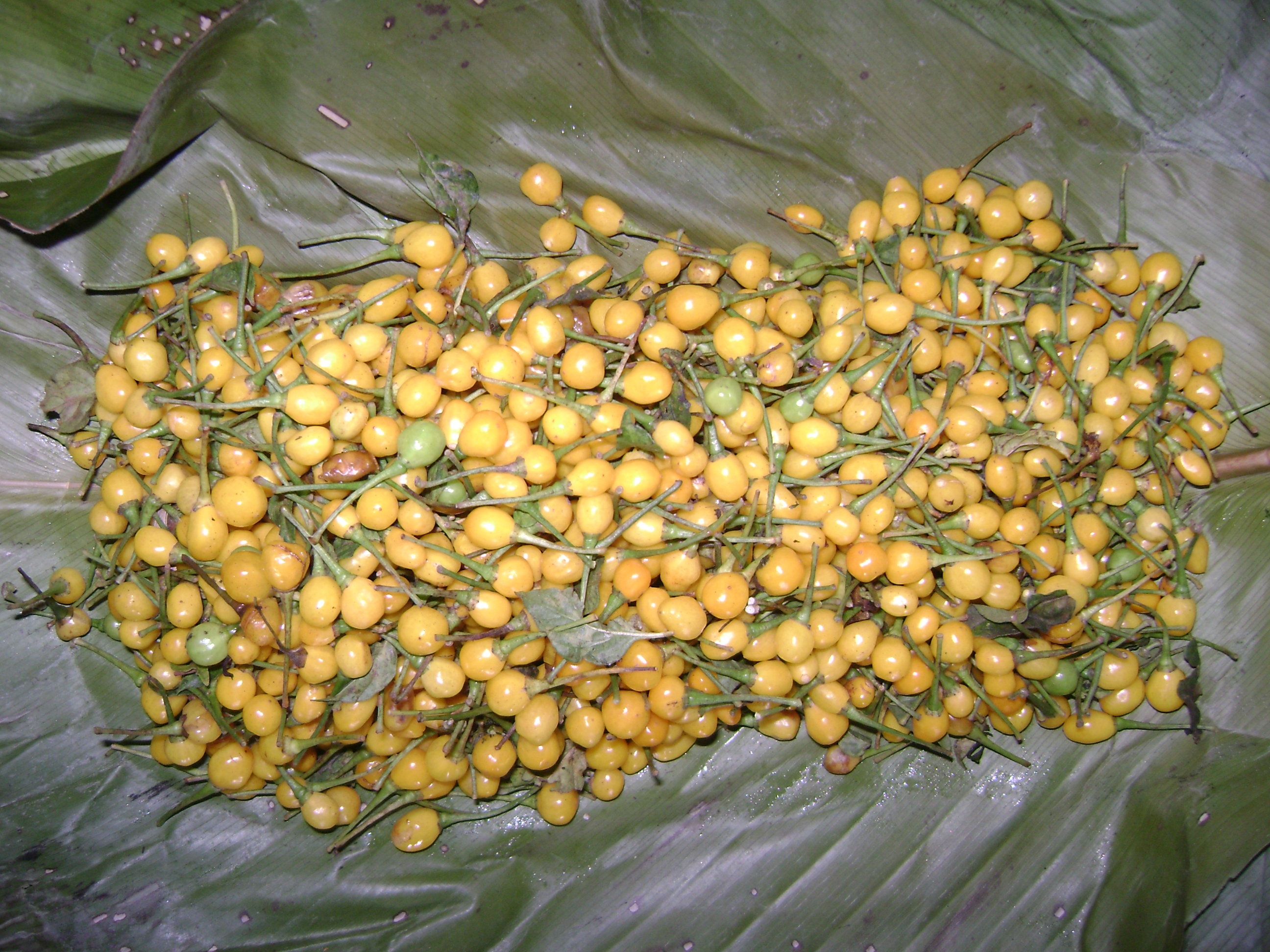
Ají charapita sobre una hoja de bijao.

- Fruta Seca: La deliciosa nuez de Brasil, no es exclusiva del país de Brasil. Estas nueces son un cultivo originario de Perú.[47]

- Frutos: Hay más de 500 especies originarias del actual territorio peruano. Como algunos de estos: Limón y Piña Peruanos.[48]

- Chirimoya: De origen peruano, es una fruta de cáscara verde con una pulpa blanca jugosa, de aroma peculiar y sabor dulce. Fernando Cabieses, connotado estudioso de la alimentación y de la medicina en el antiguo Perú, además de experto en nutrición, sentencia: «Es una fruta reina y no necesita acompañantes ni vestiduras para triunfar en cualquier mesa… El que la prueba no la deja».[49]

- Lúcuma: Es también con la chirimoya, quizá una de las frutas más extraordinarias del Perú, tiene un sabor y aroma muy intensos y ha sido desde tiempos antiguos componente de numerosos dulces y refrescos.

- Achiote: Es una semilla de un fruto original del Perú y Mesoamérica, tiene un tinte color rojizo que se usa como saborizante de comidas y como tintura natural de cosméticos en todo el mundo.

- Pescado: Hay 2000 especies de pescados, marinos, lacustres y de ríos, ostentando el primer lugar en el mundo en cuanto a variedades.[50]

- Tarwi: Es un vegetal muy alto en proteínas.[51]

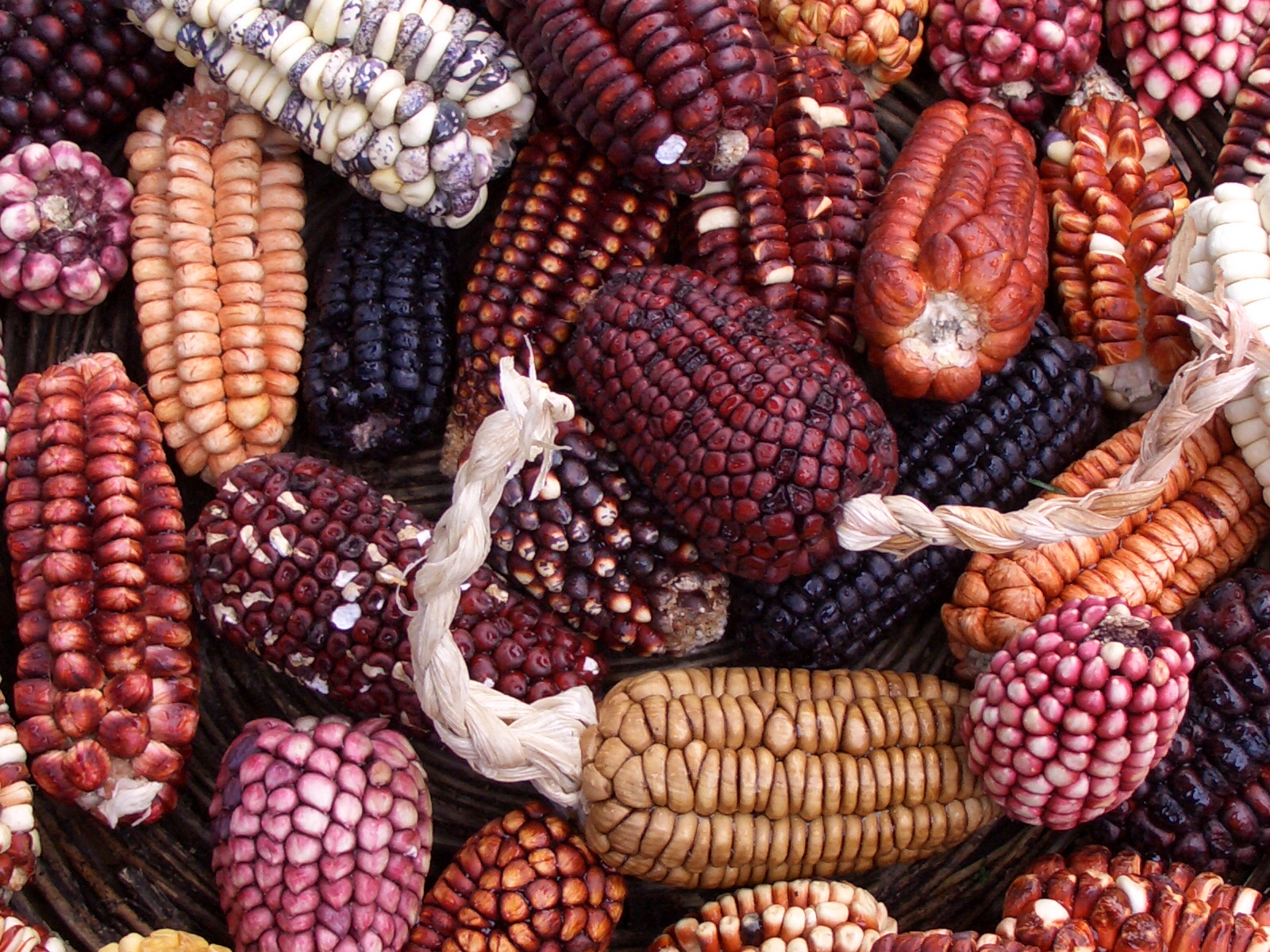
Diferentes variedades de maíz peruano.

- Maíz: Existen 50 ecotipos,[52] compartiendo el origen con toda América Central, llegó a Europa primitivamente como suplemento para la alimentación del ganado y luego de diversas formas y modos se hizo indispensable en las mesas del mundo. Las variedades utilizadas en Europa y la mayor parte del mundo, sin embargo, son de Centroamérica. El maíz del Perú de granos muy grandes es componente de numerosos platos tradicionales, además una variedad: el maíz morado, es único en el mundo.[53]

- Muchos otros productos alimenticios, cucurbitáceas, varios tubérculos y granos andinos.

- En sus intercambios con los continentes africano y asiático, fueron importados diversos productos como el plátano y la lima.

- Existen muchos otros cultivos ancestrales de creciente popularidad y uso vanguardista (por ejemplo en la nutrición de astronautas), como es el caso de cereales únicos como la quinua, la kañiwa y la kiwicha.[52] Asimismo se puede encontrar en el Perú comestibles nativos andinos y amazónicos como el aguaymanto, el saúco, el camu camu (contiene elevados niveles de vitamina c) o el yacón (muy recomendado para los diabéticos) y la uña de gato (muy conocida por sus propiedades curativas del cáncer).[54]

## Cocinas por regiones
Esta tiene tres principales ejes: la costa, la sierra y la selva.

### Cocina costera
Está constituida por una variedad de platos y especies en las cuales tenemos:

#### Cocina marina

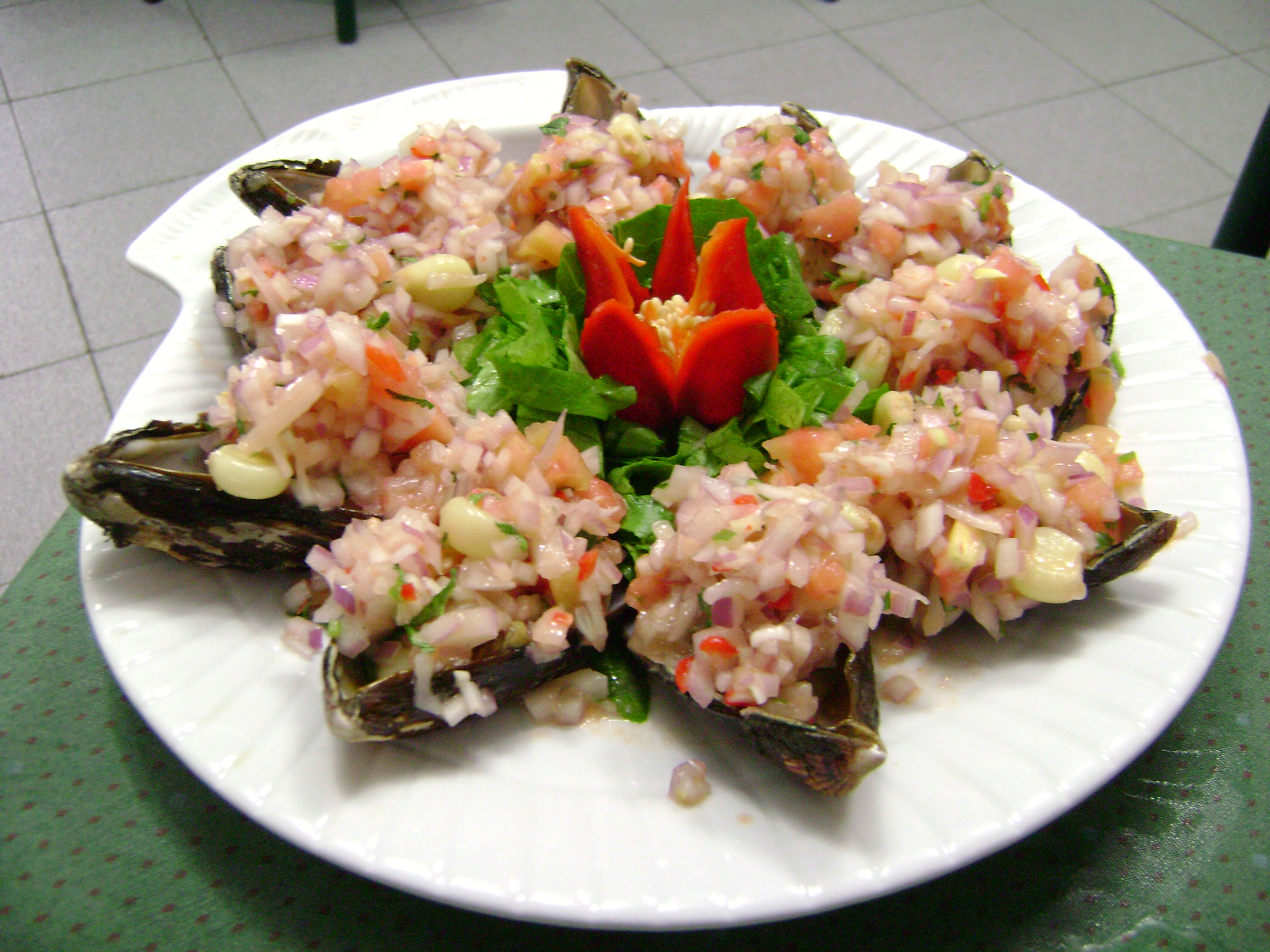
Choritos a la chalaca.

Perú es uno de los dos principales productores y exportadores de harina de pescado para la alimentación animal en el mundo. Su riqueza en peces, su fauna y flora marinas son enormes, encontrándose tipos de animales o plantas que solo se dan en sus aguas. Pero también hay que destacar sus riquezas de agua dulce que se encuentran principalmente en el río Amazonas y sus afluentes, así como en sus lagos, como el Titicaca.
Cada región costera, diferente en fauna y flora, adapta su cocina de acuerdo a los productos de sus aguas. El chupe de camarones plato originario y típico del departamento de Arequipa, es uno de los platos más refinados de la costa peruana. Se trata de una sopa espesa a base de pescado y camarones, papas, leche y ají. En el Perú existen diferentes variedades de chupes, como chupe de habas, chupe de zapallo, chupe de olluquito, entre otros. Otros platos típicos de esta cocina son el ceviche, los choritos a la chalaca, el tiradito, la leche de tigre, la parihuela y el escabeche de pescado.

#### Cocina criolla

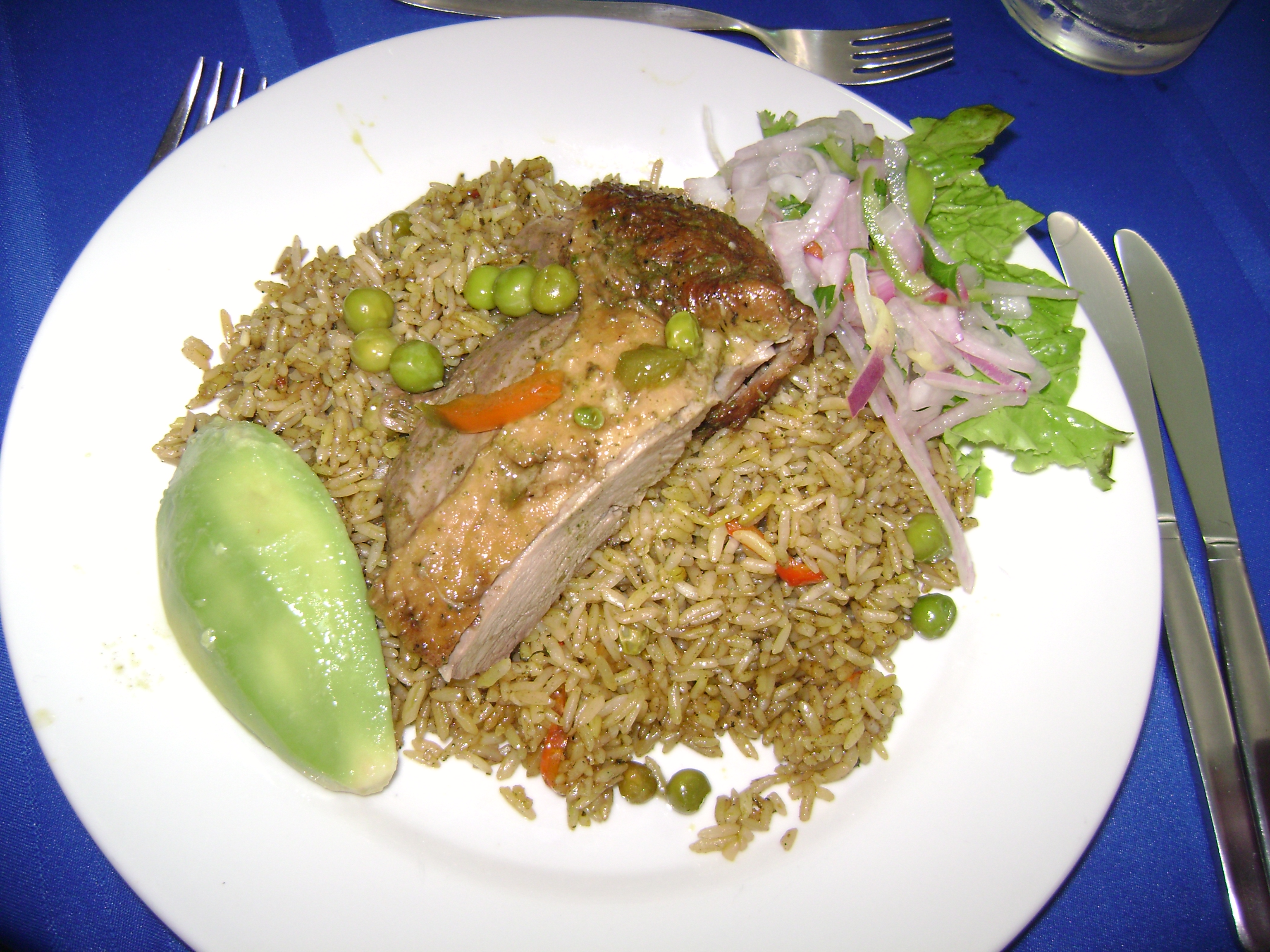
Arroz con pato a la chiclayana.

Con 250 postres tradicionales desde el siglo XIX, esta gran variedad se ha originado principalmente en las ciudades costeras desde la época del virreinato del Perú, como el suspiro de limeña, el ranfañote, los picarones, el turrón de Doña Pepa, la melcocha y la mazamorra morada, entre otros. En Tacna, a inicios del siglo XX se creó su plato principal el picante a la tacneña. Los restaurantes con cartas criollas en sus variadas formas son numerosos, las pastelerías abundan y constituyen una de las riquezas culinarias de las ciudades de Lima, Arequipa,Chiclayo, Piura,  Ica, Trujillo y Tacna.
La oferta de restaurantes de toda naturaleza y especialización es notoria. Uno de ellos, de lujo, que se encontraba frente al mar en la Costa Verde de Lima, ofrecía a mediodía un servicio libre con más de cuatrocientos platos diferentes servidos en forma simultánea, por lo cual ostentó el Récord Guinness. Entre los principales platos de la comida criolla tenemos: ají de gallina, carapulca, escabeche de pollo, arroz con pollo, tacu-tacu, arroz con pato, cau cau, lomo saltado, rocoto relleno, tamales, papa rellena, sancochado, anticuchos, causa a la limeña, entre otros.

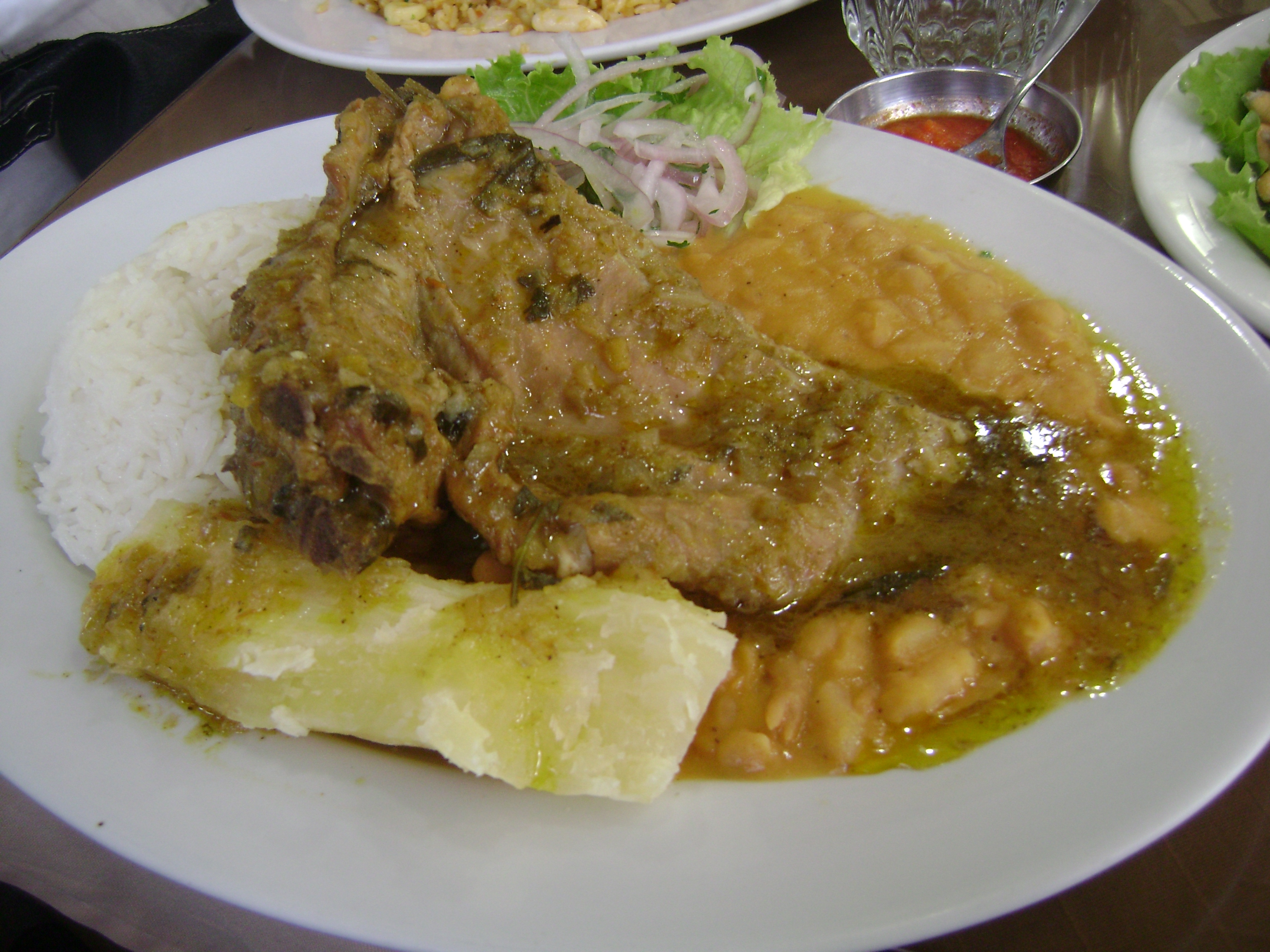
Seco de cabrito.

Por otra parte, existe un plato híbrido muy popular en la costa del país, especialmente en la zona centro, llamado simplemente «combinado». Consiste en una porción de papa a la huancaína con tallarines guisados tradicionalmente (adrezo de zanahoria, tomate y cebolla) y cebiche. Cabe agregar que combinado se le puede decir a cualquier plato que resulte ser un poco de otros platos; por lo que el término Combinado no se aplica necesariamente al platillo descrito antes.
El seco de cabrito, es otro plato típico del Perú, nació en el norte del país entre Trujillo y Chiclayo, se trata de un mamífero del tamaño del cordero, también conocido como chivo, que es amacerada con distintos condimentos entre ellos el ají amarillo, también se le agrega chicha de jora y culantro, se sirve con arroz y frejol. Otros platos norteños son el shámbar (se sirve solo los lunes), sopa teóloga, pepián, causa en lapa, cuy frito con ajiaco, frito trujillano, etc. Todos exclusivos de la cocina trujillana.
Por otro lado otros platos típicos de la cocina Piurana son: Majado de Yuca, ceviche de mero, Seco de chavelo, Malarrabia, etc.

### Cocina andina

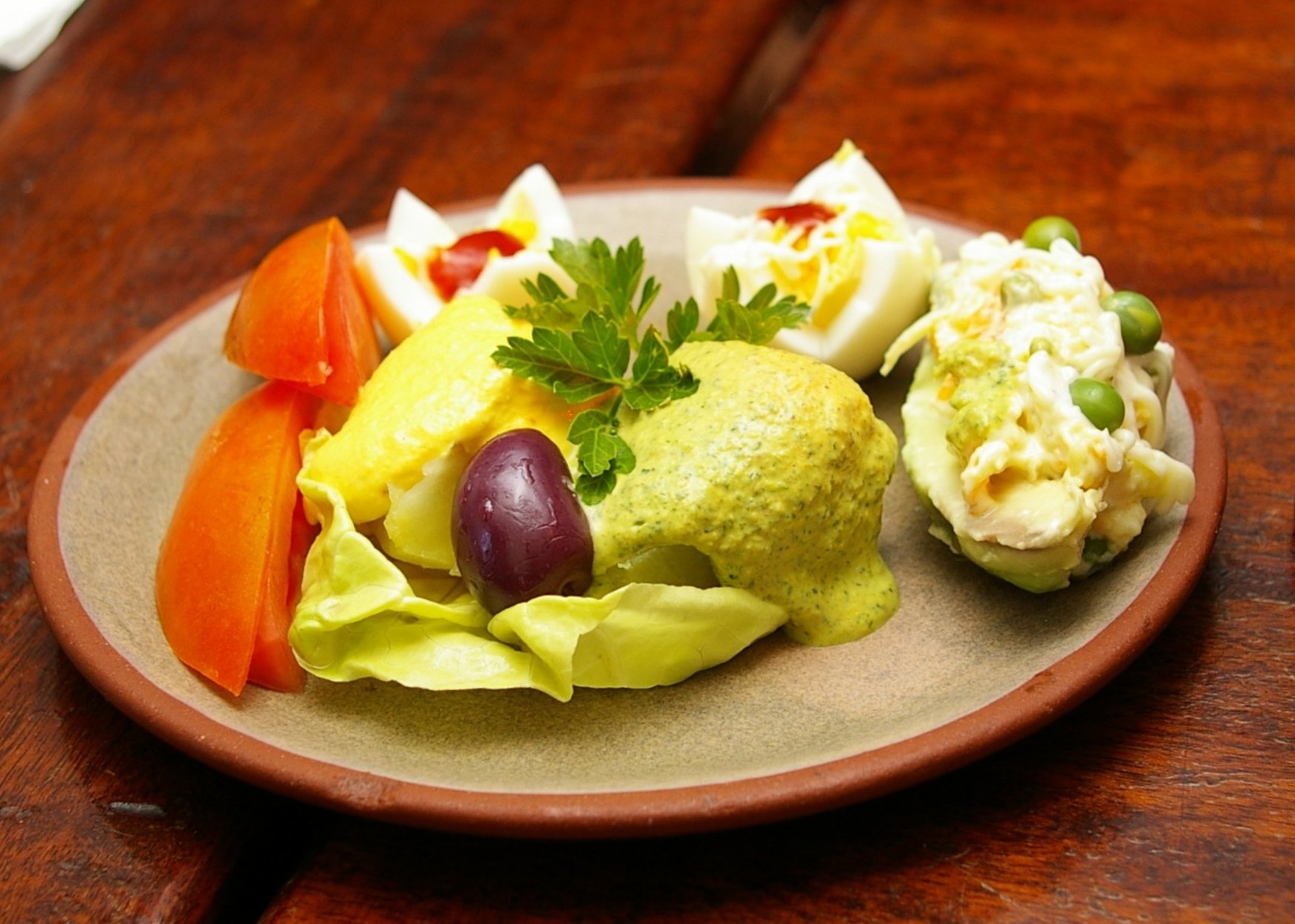
Ocopa. Plato tradicional de la cocina arequipeña.

Los Andes son el origen de milenarias culturas y con ellas el sabor de la cocina peruana. En esta parte alta del país, la alimentación principal continúa siendo el maíz, la papa y multiplicidad de tubérculos. Productos introducidos como el arroz, el pan y las pastas hoy son también de consumo popular. La variedad de carnes consumida se ha enriquecido con vacunos, porcinos y ovinos; en lugares muy elevados como Huancavelica aún se consume carne de llama, de alpaca y animales silvestres.
La variedad y riqueza de la comida andina es similar a la de la comida costeña. Desde el cuy chactado a la sopa de morón y de la papa a la huancaína a la sopa chairo, a más de postres y granos sumamente originales que se consumen frescos o cocidos de diversas maneras. El caldo de cabeza y las costillas de carnero doradas son mínima muestra de un vasto catálogo que apenas si se ha difundido.
Algunos de los principales platos de la comida andina son: la pachamanca, guiso de tarwi, rocoto relleno, adobo arequipeño, malaya, puca picante, olluquito con charqui, la huatia, la papa a la huancaína, la ocopa y los platillos elaborados con cuy. Igualmente, gran variedad de peces de agua dulce forma parte de la gastronomía regional, siendo muy apreciada la trucha, introducida a fines del siglo XIX.

### Cocina de la selva

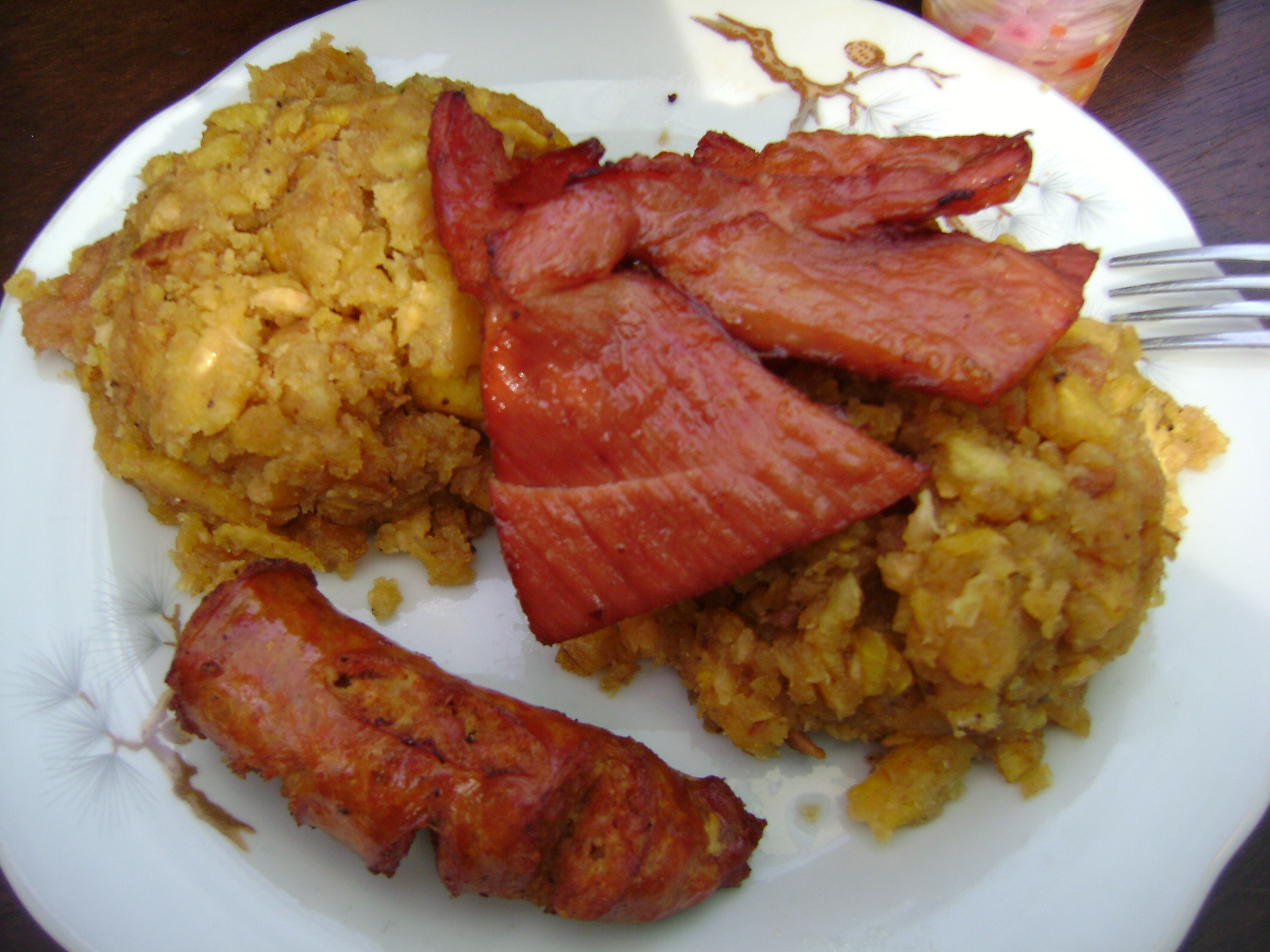
Tacacho con cecina y chorizo.

La zona de la selva del Perú tiene una gran biodiversidad en fauna, por lo cual es tradicional el consumo de variadas carnes, como huangana (cerdo silvestre), suri, tapir, roedores (majaz, añuje, punchana, sachacuy), armadillo, tortuga, monos choro y maquisapa. En la inmensa variedad, destaca el paiche, el segundo pez más grande de agua dulce (puede llegar a pesar hasta 180 kilos y medir hasta 3 metros de largo).
La comida de la selva peruana tiene como elementos populares, entre otros, un aderezo básico que es conocido como misto (o mishkina), el uso del ingiri, que es como se conoce al plátano verde sancochado, el alto consumo de frutas y la cocción de las carnes, especialmente peces y también el juane, envueltas en hojas de bijao, una palmera que tiene un aroma particular. Con respecto a las carnes, son usualmente aportadas por la cacería y la pesca y en menor medida por la ganadería.

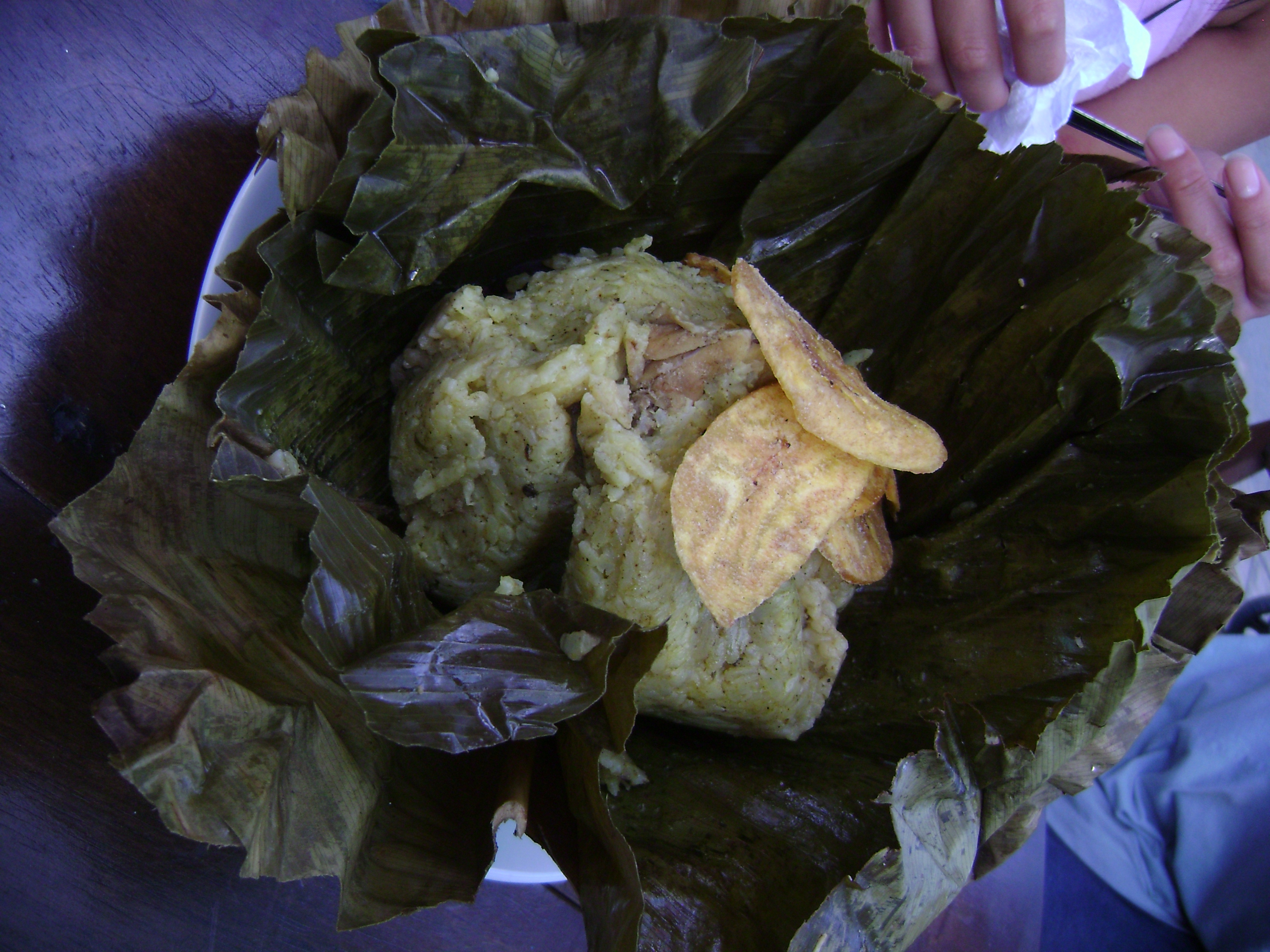
Juane de gallina.

Con respecto a las frutas destaca el camu camu que concentra la mayor cantidad de vitamina C. También es muy extendido el consumo de aguaje, del cual se prepara un refresco llamado aguajina, con alto contenido de vitamina A. No obstante, abundan los frutos tropicales como el mango, la piña y muchos otros. Del plátano maduro se prepara un refresco conocido como chapo. 
Un elemento importante de la comida de la selva son los licores, mayormente producto de la fermentación de licor de caña con especies locales (raíces, frutos, entre otros). Por ejemplo, el chuchuhuasi, el uvachado, el siete raíces, el rompe calzón, entre otros. Mención aparte merece el masato, una bebida de orígenes prehispánicos elaborada a base de yuca masticada y fermentada durante unos días en un recipiente artesanal de barro y arcilla de base ancha y cuello estrecho. Los platos más conocidos de la amazonía peruana son el juane y el tacacho con cecina pero también existen otros de alto consumo como el inchicapi, la patarashca, la ensalada de chonta, el timbuche, ceviche de paiche, la salsa de ají charapita, Ají de cocona, el suri, arroz charapita, etc.

## Postres y dulces
La repostería tradicional del Perú tiene inicio en la época de la colonia, en esta etapa fue decisiva la introducción del cultivo de caña de azúcar, las costumbres europeas y la presencia de esclavos africanos.
- Alfajor: Es un postre de origen colonial que se compone de dos galletas unidas por un relleno dulce, generalmente manjarblanco.

- Arroz con leche: Es un postre de origen colonial con influencia árabe-española y de amplio consumo. Desde hace pocos años se ha adquirido la costumbre de servirlo junto a la autóctona mazamorra morada, denominándose a este plato como "combinado".

- Arroz zambito: Es muy similar al arroz con leche, solo que en su preparación se incluye la chancaca.

- Api: mazamorra colada, de maíz morado, se agrega azúcar, canela, clavo de olor, limón.

- Chumbeque: Es el turrón norteño consumido desde hace siglos y que identifica a Piura. Está elaborado con harina, yemas de huevo, sésamo, manteca vegetal, canela, anís, cuya masa horneada en capas se unen con miel de fruta. Tiene la propiedad de mantener su suave consistencia y sabor durante mucho tiempo.

- Frejol colado: Es una masa dulce elaborada a base de frejoles en el valle de la provincia de Cañete (Lima) y en la zona de Chincha Alta en Ica. Se unta en el pan y también se consume directamente. Se acompaña con granos de sésamo tostado.

- Humita: Preparado de masa de maíz envuelta en hoja de maíz seca.

- King Kong de manjarblanco: Es un postre lambayecano preparado con galletas hechas de harina, mantequilla, yemas de huevo y leche, que se empalman con manjarblanco, dulce de piña y dulce de maní. Su origen está en los años 1930, donde habría tomado el nombre al compararse su gran tamaño con el del gorila King Kong, cuya película se estrenaba por aquel tiempo. Actualmente es un producto de exportación.
- Mazamorra de cochino: Es un postre que data de la época colonial, aunque sus orígenes no están definidos exactamente. Está hecho de harina de maíz, chancaca, manteca de chancho o de cerdo (de este ingrediente es que deriva su nombre porque al cerdo se le dice también "cochino"), clavo de olor y anís.

- Mazamorra morada: Es un postre típico elaborado a base de maíz morado. Se espolvorea canela para su presentación.

- Natillas piuranas: Es un postre de origen de Piura y Lambayeque elaborado con leche y chancaca, teniendo un resultado parecido a un toffee liviano y azucarado.

- Picarones: Es un plato en el que se sirven anillos fritos hechos con una mezcla de harina de camote y trozos de zapallo, bañados en miel de chancaca. Es un tradicional postre limeño, predomina su venta callejera y es muy popular a nivel nacional. Pancho Fierro y Ricardo Palma incluyeron a la «picaronera», la mujer encargada de preparar este potaje, en sus testimonios de época.

- Ponderaciones: Es un antiguo postre limeño que consiste en una delgada masa de harina que es frita y endulzada con manjarblanco o mermelada.

- Ranfañote: Es un dulce limeño originado en la época colonial. Consiste en trozos de pan bañados en miel de chancaca.

- Suspiro de limeña: Es un antiguo postre limeño consistente en una capa de manjarblanco de yemas, cubierto por un merengue fresco y suelto elaborado con Oporto (vino dulce) y espolvoreado con canela. Se suele servir en copa.

- Teja: Es un dulce iqueño de influencia árabe que consiste en una masa blanca azucarada rellena con manjarblanco y frutas secas como pecana, cáscaras de limón dulce y guindones. De este postre nació la chocoteja que es semejante a la teja, salvo que la cobertura es de chocolate.

- Torta helada: Torta formada por tres capas: la superior de gelatina de fresa (color rojo), la mediana de gelatina de fresa batida con leche (color rosado) y la inferior de bizcochuelo. Se conoce desde la década de 1960.

- Turrón de Doña Pepa: Dulce limeño ampliamente consumido durante el mes de octubre, momento en que tiene lugar la festividad del Señor de los Milagros.[62] Su creación es atribuida a Josefa Marmanillo, una esclava residente en el valle de Cañete, reconocida por ser buena cocinera y devota del Cristo de Pachacamilla.

- Voladores:

## Bebidas
- Café: Perú es el mayor productor de café orgánico del mundo.[63]

### Refrescos, bebidas gaseosas e infusiones

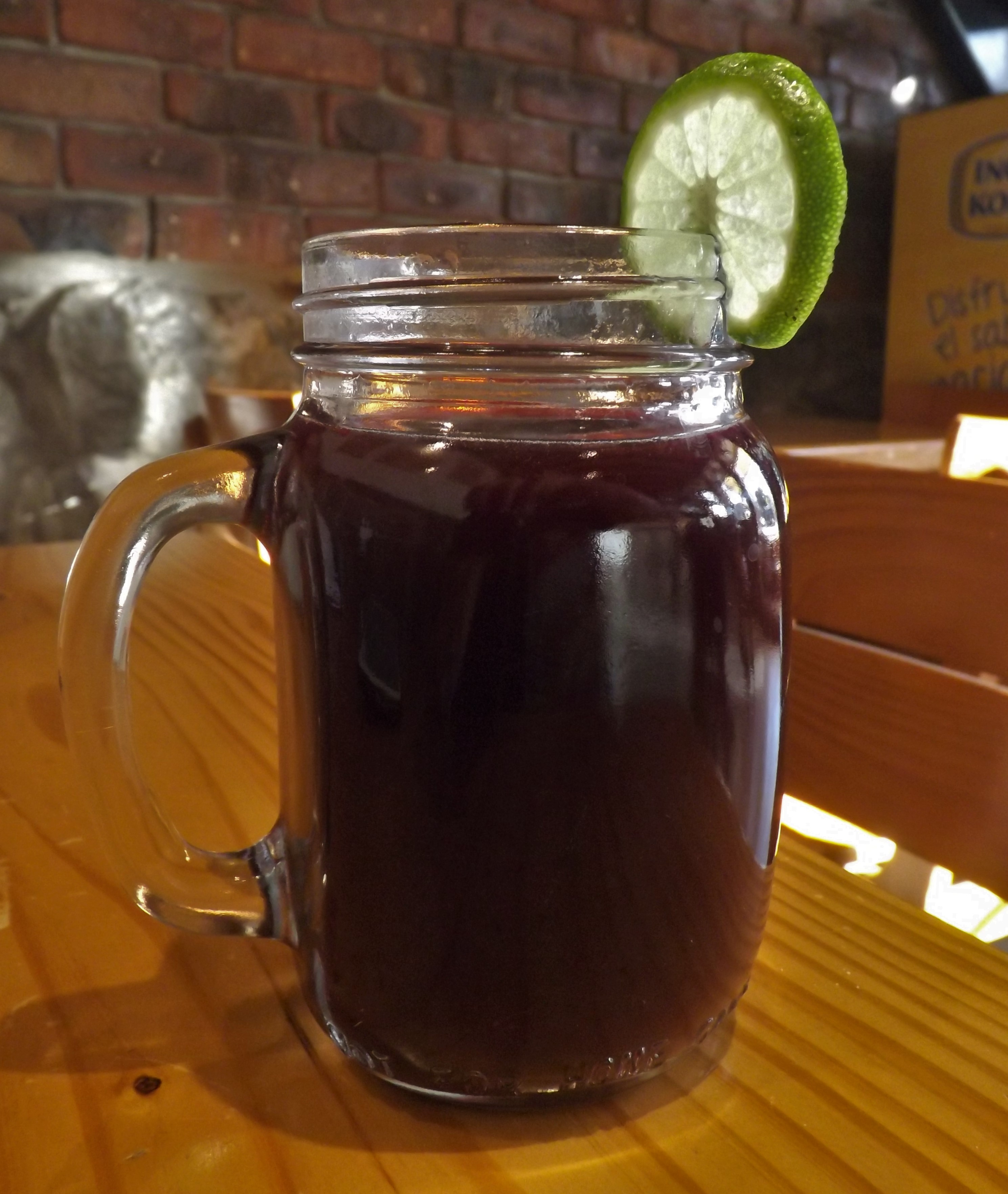
Chicha morada

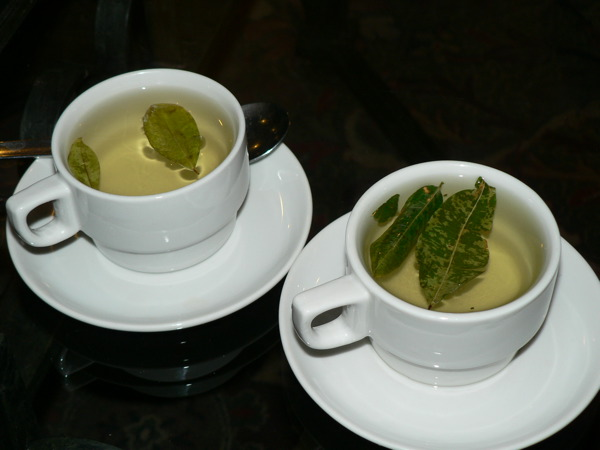
Clásico mate de coca peruano.

- Bebidas gaseosas: Destacan la Inca Kola y la Kola Escocesa —en Arequipa— ambas tienen una tradición en el acompañamiento de la comida local.[64] Inca Kola la más conocida dentro y fuera del país, es la única bebida gaseosa en el mundo que ha logrado superar en ventas a Coca-Cola en un mercado local.[65] Kola Escocesa es una bebida elaborada con agua mineral proveniente de la localidad de Yura en el departamento de Arequipa donde es considerada la bebida por excelencia de dicha región y acompañante indiscutido de la variada gastronomía arequipeña. Otras bebidas gaseosas que destacan son la Kola Inglesa, la Kola Real y la Triple Kola, así como la Kola Chalaca (1900-1997),[66][67] la primera marca producida en el país que fue adquirida por Pepsi.

- Chicha morada: Es una bebida preparada con el maíz morado hervido, al cual una vez frío, se le agregan trozos de piña, gotas de limón, azúcar y hielo al gusto. Actualmente existen versiones envasadas de este refresco producidas por compañías transnacionales. Otras formas de chicha existentes en el país son la chicha arequipeña, la chicha de maní, la chicha de qiwicha y la chicha loretana.

- Cremolada: Es un derivado de los jugos de fruta, similar al sorbete, que se prepara haciendo congelar el jugo hasta formar hielo, para luego machacarlo suavemente y formar una masa semisólida que se sirve en vasos. Es popular en las épocas de verano. Un preparado similar es la raspadilla.

- Infusiones: El mate de coca es una infusión que se consume a nivel nacional, es tradicional de la zona andina, donde se utiliza para contrarrestar los mareos y el mal de altura. Otra infusión tradicional es el llamado té de tilo, que se utiliza como calmante y también, en la cultura popular, como alivio para combatir el susto, la ojeriza y las maldiciones; asimismo se destaca el té de uña de gato, que es una bebida preparada con una planta de la amazonía, la uña de gato, conocida por sus propiedades medicinales y curativas. Otra bebida popular es el emoliente, es una bebida que se prepara sobre la base de granos tostados de cebada, extractos de hierbas medicinales, azúcar y jugo de limón. Es de bajo contenido nutricional, aunque puede aportar a la dieta algo de carbohidratos, minerales y vitamina C. Su mejor valor es el medicinal.

- Jugos: Por la diversidad de frutas es común que exista una amplia variedad de jugos de fruta. Por ejemplo cocona, camu camu, aguajina (refresco a base de aguaje), entre otros.
- Té: En Perú hacen té con las cáscaras de los granos de cacao.[63]

### Licores y cócteles

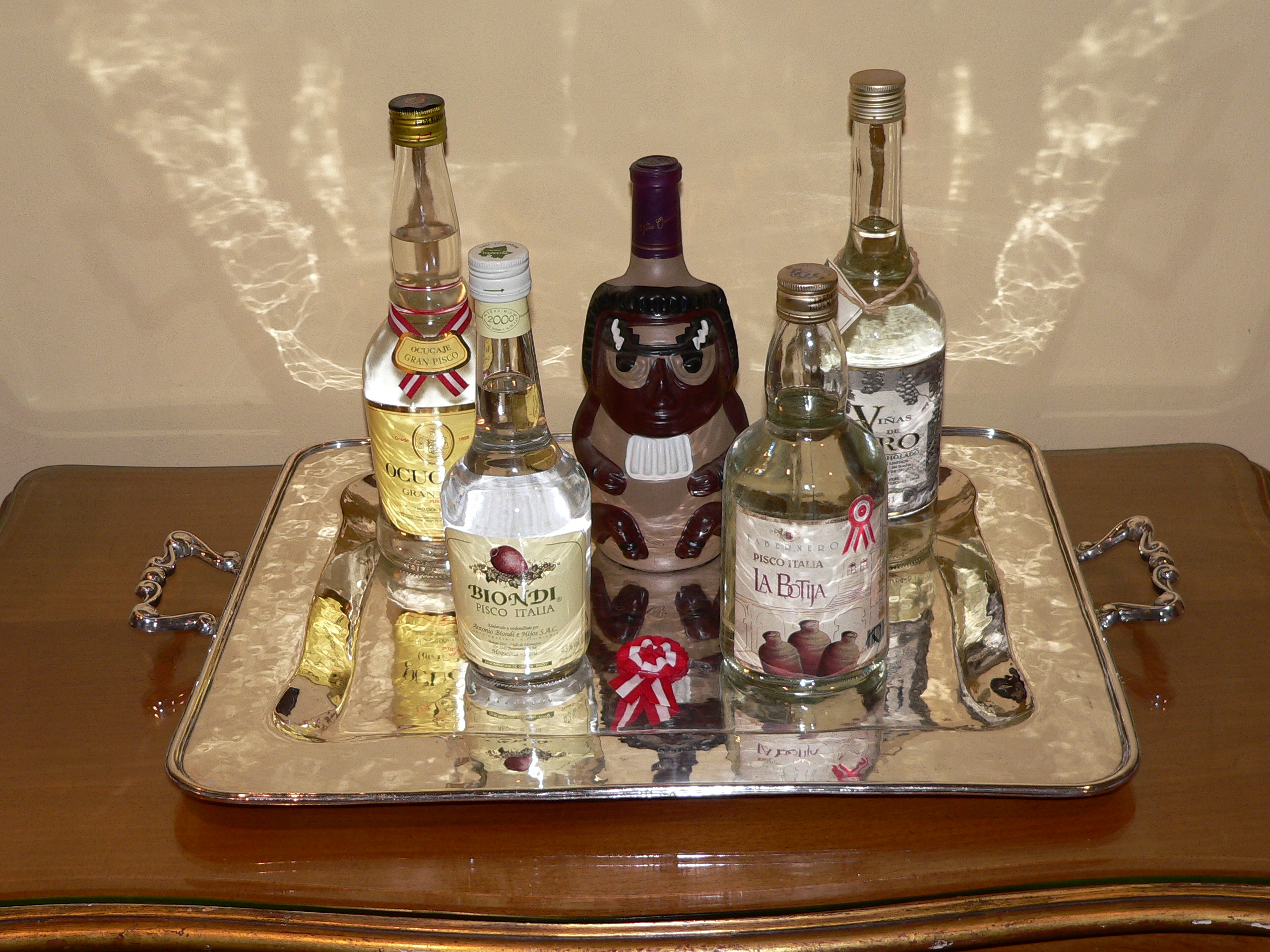
Botellas de Pisco del Perú.

- Cachina: Es el resultado de la fermentación temprana del jugo de uva. Es muy popular en la época de la vendimia que se celebra en el departamento de Ica.

- Chicha de jora: La chicha del Perú presenta muchas variedades. La forma tradicional, conocida como chicha de jora, es preparada desde la época de los incas; está elaborada por la fermentación del maíz germinado, denominado Jora y a diferentes frutos y especias aromáticas. En quechua se le conoce como ajha o acca y se almacena en recipientes de barro conocidos como chombas.[68] La chicha de jora es una bebida extendida en buena parte del territorio peruano, de la cual existen diferentes versiones como la chicha de jora con pata de vaca y el clarito.
- Chicha de güiñapo: Esta particular variedad de chicha es la de consumo extendido en la ciudad de Arequipa. Al igual que la chicha de jora, la chicha de guiñapo se hace con un grano de maíz germinado y seco. Sin embargo, para la preparación de esta no se emplea la misma variedad de maíz utilizado en la chicha de jora. Se utiliza una variedad específica de maíz negro, que ha sido domesticado y es oriundo de los valles de Characato y Socabaya. Dicha variedad de maíz le da a esta chicha una coloración carmesí vivo.

- Masato: Es una bebida ancestral de la selva peruana, y de la selva sudamericana en general. Se elabora con la fermentación de la yuca.

- Pisco: El pisco es la bebida nacional del Perú. Este licor proveniente de la uva de ocho variedades locales: la uva Quebranta, la uva Uvina, la uva Mollar, la uva Negra Criolla, la uva Italia, la uva Albilla, la uva Moscatel y la uva Torontel; se produce en algunas regiones del país. Existen cuatro variedades de pisco peruano: Puro, Mosto verde, Acholado y Aromático. Con base del pisco y la lima, se prepara el célebre pisco sour. Otros cócteles tradicionales preparados con pisco son el cóctel de algarrobina, el ponche de los libertadores, el pisco punch, el tacna sour y el chilcano.

## Platos más populares en elsigloXXI
Desde fines del siglo XX e inicios del siglo XXI, el cebiche, el pollo a la brasa y los platos de cocina chifa constituyen los representantes más populares de la comida peruana, siendo masivo su consumo a lo largo de todo el territorio peruano y existiendo versiones para todas las clases sociales: desde preparados muy económicos que se consumen «al paso» hasta preparados gourmet muy exclusivos.

### Cebiche
El cebiche, ceviche, seviche o sebiche, es un plato ampliamente difundido y declarado Patrimonio Cultural de la Nación por el gobierno peruano. La receta básica del cebiche es la misma en todas las regiones: pescado en trozos, zumo de limón, cebolla roja, ají y sal al gusto. Los pescados utilizados son muy diversos e incluyen especies tanto de agua dulce como de mar, asimismo se incluyen otros frutos de mar como mariscos y algas marinas e incluso vegetales. El plato se acompaña de productos locales como cancha serrana, camote, chifles, zarandaja, yuca y hojas de lechuga.

### Chifa
Chifa es un término utilizado en el Perú para referirse a la cocina que surgió de la adaptación cultural de la gastronomía de los inmigrantes chinos, principalmente de la zona de Cantón, quienes arribaron a las costas peruanas a mediados del siglo XIX e inicios del siglo XX, asimismo se usa este término para denominar a los restaurantes chifa donde esta comida es servida. En la actualidad los chifas. Los principales platos son el arroz chaufa, la sopa wantán, el tallarín saltado, el aeropuerto y el pollo chijaukai.
Aunque el Chifa no sea parte de comida Peruana tradicional, la migración China hizo popular este estilo culinario.

### Pollo a la brasa
Es uno de los platos de mayor consumo en el país. Ha sido reconocido como «Especialidad Culinaria Peruana» por el gobierno peruano el 14 de octubre de 2004. Consiste básicamente en un pollo eviscerado macerado, en una marinada que incluye diversos ingredientes, horneado a las brasas. Los inicios de este plato en Perú se señalan en el distrito de Ate de Lima, su creador fue el suizo Roger Schuler, un criador de pollos y fundador del restaurante La Granja Azul.
En 1950 Schuler junto con Franz Ulrich inventaron y registraron la patente de la máquina para cocinar el pollo a la brasa, un sistema mecánico de giro planetario que hace que los pollos giren sobre su propio eje y alternen su movimiento circular, simultáneamente. En Perú, el plato se acompaña de papas fritas, ensalada, diversas cremas y salsas de ají de toda clase; en la selva del Perú se suelen reemplazar las papas fritas por plátano frito.

## Patrimonio Cultural de la Nación

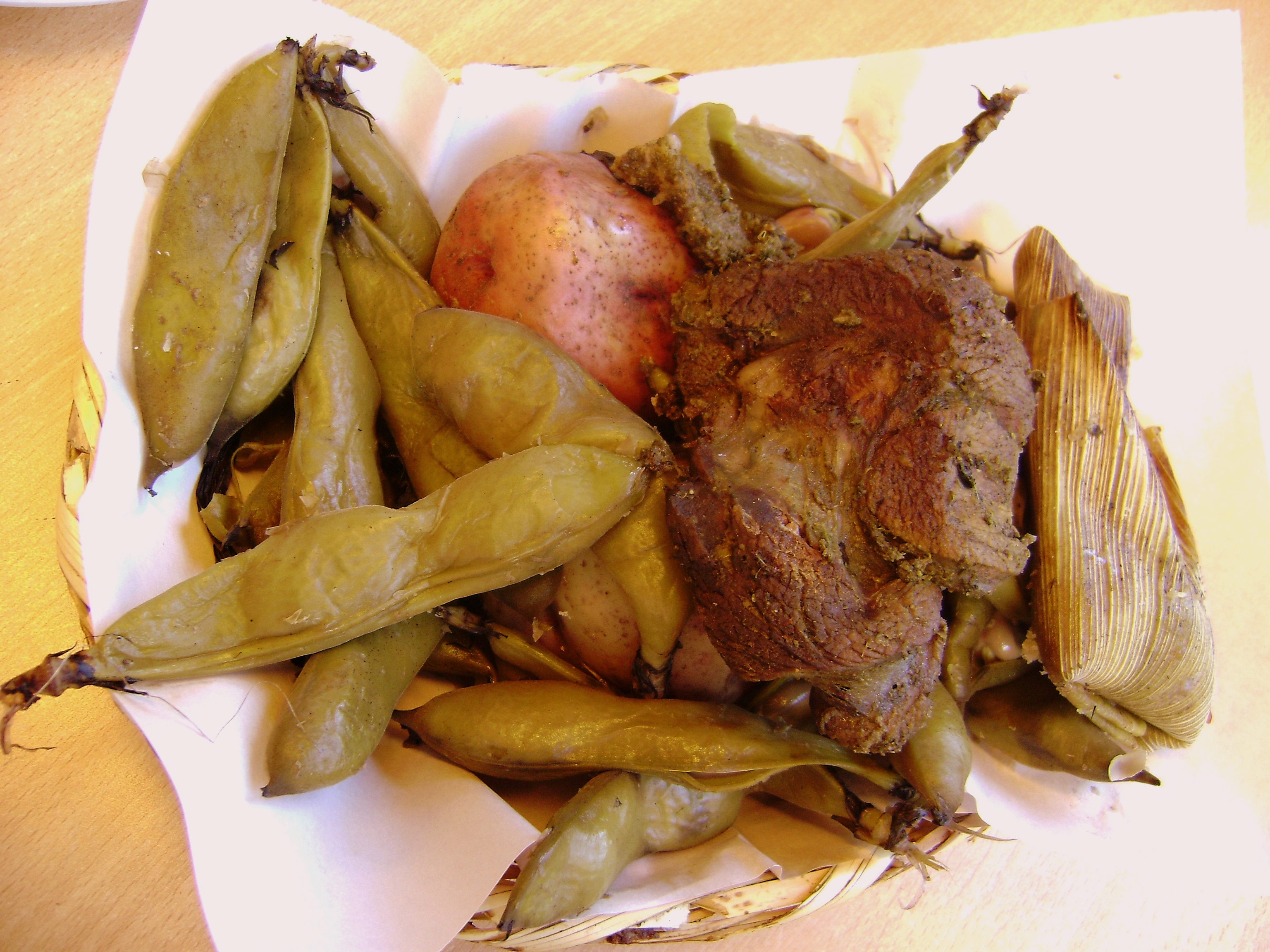
Pachamanca elaborada en Huancayo.

El 16 de octubre de 2007, la gastronomía del Perú fue proclamada Patrimonio Cultural de la Nación; esta declaratoria manifiesta que la cocina peruana es una expresión cultural que contribuye a consolidar la identidad del país. Anteriormente a esta declaratoria, otros elementos de la gastronomía peruana fueron declarados Patrimonio Cultural de la Nación:
- El pisco, el 7 de abril de 1988.[80]
- La pachamanca, el 8 de julio de 2003.[81]
- El cebiche, el 26 de marzo de 2004.[82]
- El pisco sour, el 7 de septiembre de 2007.[83]
- La picantería arequipeña, el 23 de abril de 2014.[84]

## Cocineros peruanos
El más connotado chef peruano de finales del siglo XX e inicios del siglo XXI es Gastón Acurio, quien originó una revalorización, internacionalización y premiación de la culinaria peruana. Otro chef connotado es Virgilio Martínez quien en 2017 fue elegido como el mejor chef del mundo.
En 2021, Pía León fue reconocida como mejor chef femenina del mundo en la ceremonia presencial de la lista The World’s 50 Best, que tuvo lugar en Amberes (Bélgica).

## Premios internacionales
- 2006: El galardón más importante fue la declaración de Lima como «Capital Gastronómica de América» distinción otorgada en la Cuarta Cumbre Internacional de Gastronomía Madrid Fusión 2006, realizada del 17 al 19 de enero de 2006. Entre las publicaciones cabe mencionar las distinciones otorgadas por los Premios Gourmand 2006 destacándose cinco publicaciones sobre gastronomía peruana.[88] Los ganadores fueron:

1. Perú, mucho gusto por la Empresa Editora El Comercio y PromPerú (Premio Especial del Jurado).
2. Guía gastronómica del Perú: el manual del buen gourmet por María Rosa Arrarte (ganadora en la categoría Mejor Guía del Mundo).
3. Diccionario de gastronomía peruana tradicional por Sergio Zapata Acha (mención honrosa en la categoría Mejor Libro de Historia Culinaria en el Mundo).
4. Eat Smart in Peru por Joan Peterson (ganador en la categoría Mejor Guía de Viajes Culinaria).
5. Alas de los querubines por Guillermo Toro-Lira (medalla de plata en la categoría Mejor Libro (distinto al vino del Mundo).

- 2007: Diego Oka Hosaka y Hajime Kasuga, chefs de cocina peruanos obtuvieron el primer premio del Concurso Internacional de Cocina del Atún Rojo llevado a cabo en Cerdeña, entre el 17 y el 20 de mayo de 2007.[89]

- 2009: El 2 de julio, se dieron a conocer en París otros cinco máximos premios a ediciones en materia gastronómica por parte de Gourmand World Cookbook Awards habiendo tenido como escenario el prestigioso local de la Comédie-Française.[90] Las ediciones galardonadas fueron:

1. Mejor libro del mundo en materia gastronómica: 500 años de fusión, de Gastón Acurio editado en Lima por el diario El Comercio.
2. Mejor guía de restaurantes: Lima 40 restaurantes 40 espacios, de Mixmade Producciones Editoriales.
3. Mejor libro de historia gastronómica: Cusco, el imperio de la cocina, de Rosario Olivas Weston.
4. A la mejor traducción: Peruvian Potato, History and Recipes, de Sara Beatriz Guardia.
5. Mejor libro de historia de una bebida: Chicha peruana. Una bebida, una cultura, de Rafo León.

- 2010: En el mes de febrero, el evento Gourmand World Cookbook Awards realizado en París, que otorga los premios más importantes del mundo en lo que se refiere a publicaciones del ámbito gastronómico y donde compitieron dicho año valiosas obras provenientes de 136 países, cuatro libros peruanos obtuvieron destacados premios.[91]

1. Larousse de la Gastronomía Peruana, escrito por Gastón Acurio con la colaboración para su impresión por parte de la Editorial Larousse y tiendas Wong. Premio Gourmand en la categoría Mejor Libro del Mundo para Profesionales.
2. Cocina de colores, de Karissa Becerra. Se trata de una de las tres mejores obras del mundo en la categoría de publicaciones para niños y familias.
3. Frutas amazónicas, de Astrid Gutsche, esposa de Gastón Acurio. Fue considerado uno de los mejores libros del mundo escritos por una chef. El libro contiene postres creativos y bebidas exóticas.
4. La Rosa Náutica Restaurante es un trabajo realizado por el restaurante del mismo nombre, enclavado en las aguas marinas del distrito limeño de Miraflores. El libro fue una de las tres mejores publicaciones en la denominada categoría Primer Libro de Cocina.

- 2011: En ocasión de la celebración del Año Interamericano de la Cultura, el 23 de marzo de 2011, la Organización de los Estados Americanos otorgó la distinción a la gastronomía del Perú como Patrimonio Cultural de las Américas para el Mundo.

- 2012: El 12 de diciembre de 2012, el Perú fue distinguido en los World Travel Awards, llevados a cabo en Nueva Delhi, como Principal Destino Culinario a nivel mundial.[92]

- 2013: El 30 de noviembre de 2013, el Perú fue distinguido en los World Travel Awards, llevados a cabo en Doha, como Principal Destino Culinario a nivel mundial.[93]

- 2014: El 7 de diciembre de 2014, el Perú fue distinguido en los World Travel Awards, llevados a cabo en Anguila, como Principal Destino Culinario a nivel mundial.[94]

- 2015: En marzo de 2015, Perú fue nombrado por la revista Top Travel de China como Mejor Destino Gastronómico.[95] Además, ese año obtuvo el premio como Principal Destino Culinario a nivel mundial otorgado en los World Travel Awards.[96] En el mes de junio se dieron a conocer en Yantai otros cuatro máximos premios a libros peruanos en materia gastronómica por parte de Gourmand World Cookbook Awards. Las ediciones ganadoras fueron:[97]

1. Dulces de Moquegua, de Rosario Olivas y Sandra Plevisani.
2. Pasiones. Gastronomía & Arte, de Gonzalo Ferrand y Marcelo Wong.
3. Cocina peruana, de Martín Morales.
4. Perú–Honduras. La mesa nuestra, de Guillermo González Arica e Isaac Albañil Yumbo.

- 2016: Perú es nuevamente nombrado Principal Destino Culinario en los World Travel Awards[98] por quinto año consecutivo.

- 2017: Por sexto año consecutivo, Perú es nombrado Principal Destino Culinario en los World Travel Awards.[99]

- 2018: Por séptimo año consecutivo, Perú es nombrado Principal Destino Culinario en los World Travel Awards.[100]

- 2019: Por octavo año consecutivo, Perú es nombrado mejor destino culinario del mundo en los World Travel Awards 2019. La chef Pía León del restaurante Kjolle recibió en España el premio The Best Chef Award Top 100 2019 en la categoría ‘The Best Chef Rising Star’ (mejor chef en ascenso).[101]
- 2021: Perú es nombrado Principal Destino Culinario en los World Travel Awards.[102]

### Vídeos
- Sucedió en el Perú: Cocina Prehispánica.
- Sucedió en el Perú: Dulces limeños.
- Documental "El Chifa: Pasión peruana, sabor de oriente" (2011)
- Documental "Perú sabe, la cocina, arma social" El documental realiza, de la mano de Ferrán Adriá, un recorrido por la mejor cocina del Perú, mostrando la transformación cultural y económica que en este país se está realizando, a través de los jóvenes que se forman en la actividad culinaria.
- Cultura Culinaria Peruana.
- Conferencia Perú: la "crónica gastronómica" (sabor y saber) de Rodolfo Hinostroza.
- Cocineros españoles por el mundo: Lima - Canal Cocina (España).
- Reportaje "La Pachamanca" de La Cocina de la Abuela.
- Reportaje "Revolución con cacerolas. La cocina por venir" (2010)
- Perú Gourmet - Lo mejor de la comida peruana.
- Perú, mucho gusto

- Datos: Q749847
- Multimedia: Cuisine of Peru / Q749847